# Guerra franco-cinese
La guerra franco-cinese (in cinese semplificato 中法战争, in cinese tradizionale 中法戰争, in Pinyin Zhōngfǎ Zhànzhēng, in francese Guerre franco-chinoise, in vietnamita Chiến tranh Pháp-Thanh), nota anche come guerra del Tonchino, fu un conflitto, svolto tra il 1884 al 1885, che contrappose l'Impero Cinese sotto la dinastia Qing alla Francia per il controllo del Vietnam del Nord (noto anche come Tonchino). Il trattato di Tientsin del 1885 pose fine al conflitto, sancendo la rinuncia della Cina ai suoi diritti nel Vietnam in favore della Francia, che ne fece de facto un possesso coloniale.

## Preludio
I primi interessi della Francia nei confronti dell'Estremo Oriente risalgono al XVIII secolo, durante il regno di Luigi XVI. Nel 1785 il missionario Pigneau de Béhaine fu inviato in Indocina allo scopo di combattere a fianco di Nguyễn Ánh e favorire l'affermazione della dinastia Nguyễn, con il fine di conseguire privilegi per la Francia e la Chiesa cattolica.
All'epoca l'Impero Cinese aveva regolato i propri rapporti con i Paesi vicini per mezzo di un sistema tributario simile al vassallaggio, con contorni giuridici non ben definiti in materia di sovranità territoriale. In particolare il Vietnam, conosciuto all'epoca come Annam sebbene questo nome si applicasse propriamente alla zona centrale dell'attuale Vietnam, era stato uno stato vassallo, ma anche uno stato cuscinetto per più di 2000 anni, con un reciproco scambio e vantaggio sul piano economico, militare e culturale. Il sistema aveva regolato per secoli i rapporti internazionali dell'Impero Cinese, ma andò in crisi di fronte al colonialismo europeo e all'espansionismo giapponese del XIX secolo.
Una campagna coloniale francese vera e propria, le cui direttrici si svilupparono dal delta del fiume Mekong, ebbe inizio solo nel 1858, sotto Napoleone III, e si concluse con l'annessione di alcune provincie nell'attuale Vietnam meridionale che formarono la colonia di Cocincina, sancita dal trattato di Saigon del 1862 stipulato con l'Imperatore dell'Annam.
Successivamente l'amministrazione di Jules Ferry, primo ministro durante la terza repubblica, dette nuovo impulso all'avanzata coloniale in Estremo Oriente. Gli esploratori francesi risalirono il Fiume Rosso fino alle sorgenti nello Yunnan alla ricerca di una via commerciale con la Cina che aggirasse le pericolose rotte lungo le coste cinesi. Anche questa alternativa tuttavia nascondeva delle insidie derivanti dai sempre maggiori pegni richiesti dall'esercito della bandiera nera, un gruppo ben organizzato di banditi guidato da Liu Yongfu, nonostante il libero commercio lungo il corso d'acqua fosse stato sancito da un secondo trattato di Saigon firmato nel 1874. A partire dagli anni 1880 le navi mercantili francesi cominciarono ad essere attaccate dai pirati. Per far fronte alla minaccia dei pirati, il ministro della marina Jauréguiberry inviò un piccolo corpo di spedizione nel Tonchino per ripulire e bonificare il corso del fiume Rosso dai combattenti della bandiera nera. La corte dell'imperatore Qing interpretò l'arrivo dell'esercito europeo come una minaccia ai suoi confini e dopo una protesta formale, si preparò per la guerra.
Nel 1873, un piccolo gruppo di truppe francesi comandate dal tenente di vascello Francis Garnier, andando oltre le istruzioni ricevute, intervenne militarmente nel Vietnam settentrionale (Spedizione Garnier). Dopo una serie di vittorie francesi, il governo vietnamita chiese l'intervento delle Bandiere Nere di Liu Yongfu che sconfisse i francesi sotto le mura di Hanoi, uccidendo lo stesso Garnier. Il governo francese sconfessò poi l'operato dell'ufficiale.

### La spedizione di Henri Rivière nel Tonchino

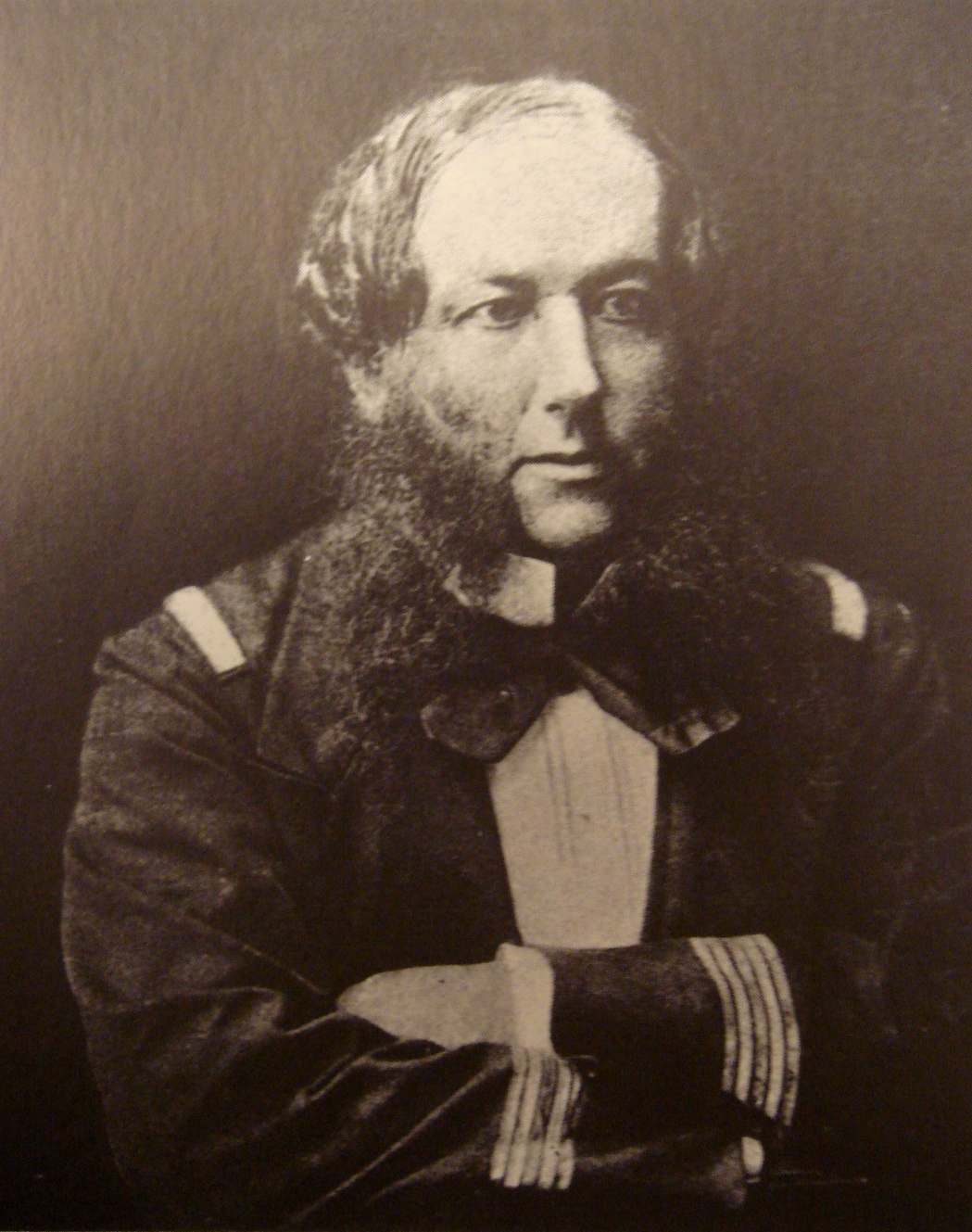
Henri Rivière (1827-1881).

Nel 1881 il governo francese inviò ad Hanoi una piccola forza militare, composta da tre cannoniere e trecento uomini e comandata da Henri Rivière, allo scopo di investigare le lamentele dei vietnamiti contro le attività mercantili francesi. A dispetto delle istruzioni dei suoi superiori, Rivière conquistò la cittadella di Hanoi, capitale del Tonchino, il 25 aprile 1882.

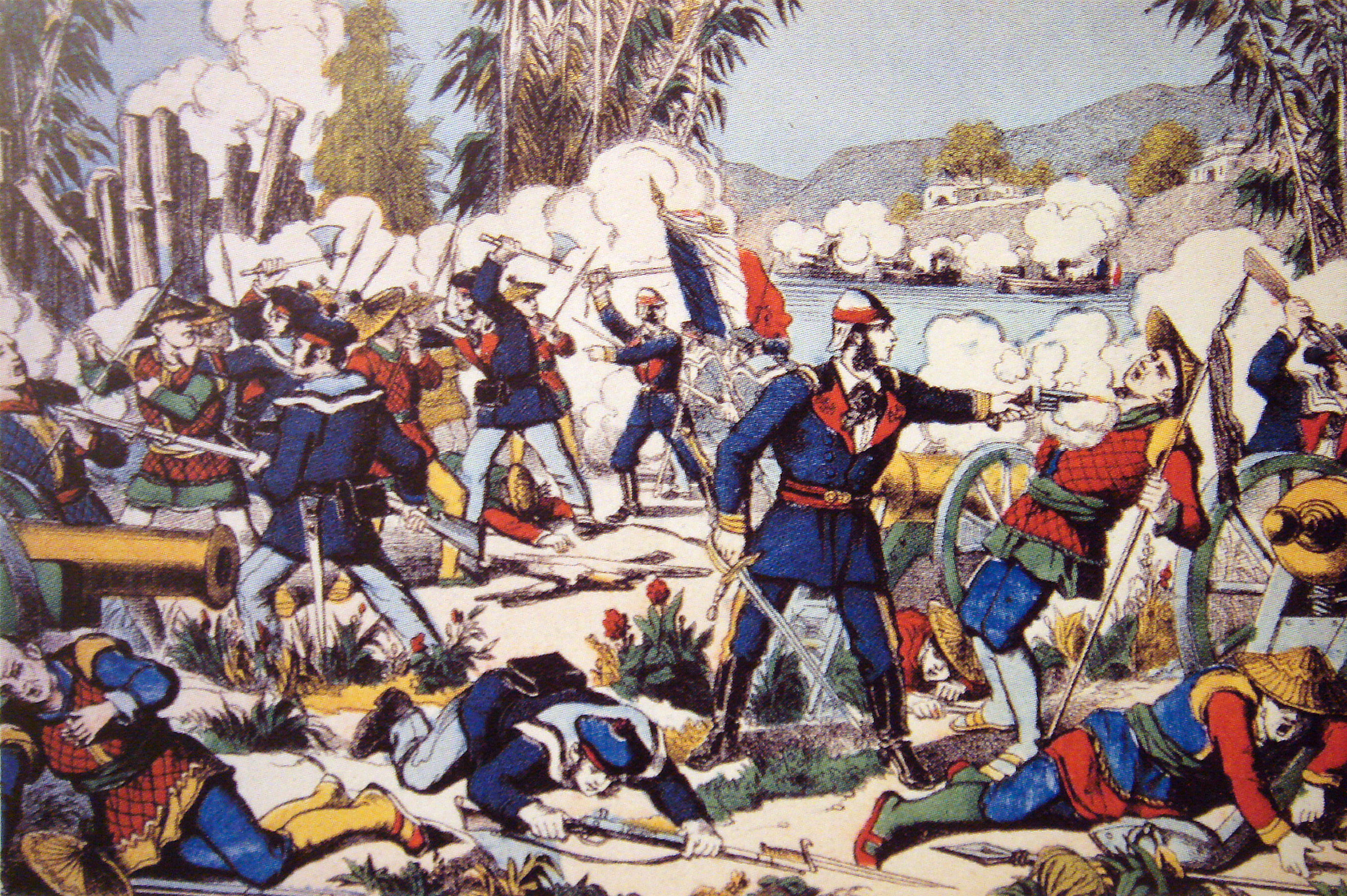
La battaglia di Nam Dinh (27 marzo 1883).

Sebbene la cittadella fosse stata prontamente restituita ai vietnamiti, l'iniziativa militare destò preoccupazione nelle corti cinesi e vietnamite. Quest'ultima, conscia delle limitate possibilità delle proprie forze armate, chiese nuovamente l'aiuto alle Bandiere Nere di Liu Yongfu, che si riveleranno una spina nel fianco per le truppe francesi, e allo stesso tempo l'appoggio della Cina, di cui il Vietnam era stato vassallo per parecchi anni. La Cina acconsentì ad armare e supportare le Bandiere Nere, dando un chiaro segnale alla Francia di non approvare il controllo francese del Tonchino. Nell'estate del 1882 le truppe cinesi provenienti dallo Yunnan e dal Guangxi entrarono nel Tonchino occupando Lạng Sơn, Bắc Ninh, Hung Hoa ed altre città.

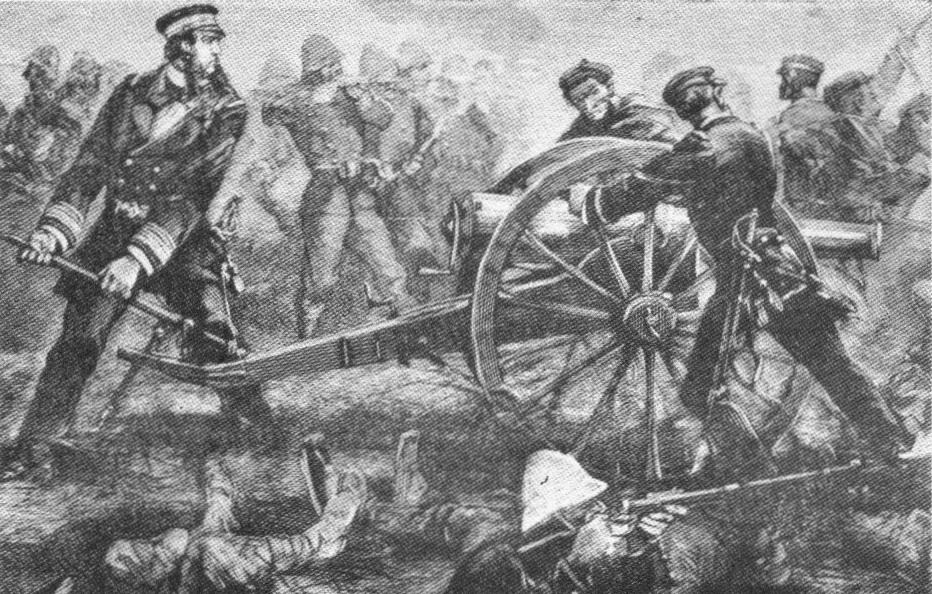
Rivière tenta di recuperare un cannone impantanato durante la battaglia di Cầu Giấy (19 maggio 1883).

Per evitare che la crisi si amplificasse, l'ambasciatore francese in Cina, Frédéric Bourée, negoziò con il cinese Li Hongzhang di dividere il Tonchino in due sfere di influenza, una cinese ed una francese, senza tuttavia consultare i vietnamiti.
Rivière dal canto suo, contrariato dall'accordo di Bourée, decise di continuare nella sua impresa. Il 27 marzo 1883, alla testa di 520 unità di fanteria appena arrivate dalla Francia, occupò la cittadella di Nam Dinh. Nello stesso momento però, approfittando della sua assenza da Hanoi, le Bandiere Nere e i vietnamiti attaccarono la città che fu difesa da Berthe de Villers, il quale riuscì a respingere l'attacco il 28 marzo, nel corso della battaglia di Gia Cuc. La reputazione di Rivière presso il comando francese cambiò radicalmente e divenne l'eroe del momento, favorito anche dall'avvicendamento di Jules Ferry come primo ministro in patria, fortemente favorevole all'espansionismo coloniale in Indocina. Quest'ultimo inoltre sconfessò l'operato di Bourée, annullandone il trattato stipulato con Li Hongzhang e richiamandolo in Francia.
I cinesi si resero conto che difficilmente i vietnamiti avrebbero potuto resistere all'avanzata francese, tant'è che il mandarino Tang Ching-sung convinse Liu Yongfu a fronteggiare l'armata straniera. Ne risultò una guerra non convenzionale che durò per più di un anno, fino alla dichiarazione di guerra ufficiale. Il 10 maggio 1883 Liu Yongfu sfidò i francesi con dei messaggi di scherno affissi sulle mura della cittadella di Hanoi; il 19 maggio Rivière lanciò un'offensiva contro una posizione difensiva delle Bandiere Nere nei pressi di Cầu Giấy, conosciuta dai francesi come il "Ponte di carta" (Pont de papier), ma aggirato dalle truppe di Liu Yongfu dovette subire una disastrosa sconfitta. Lo stesso Rivière, assieme a parecchi ufficiali, morì sul campo di battaglia.

## Intervento francese nel Tonchino

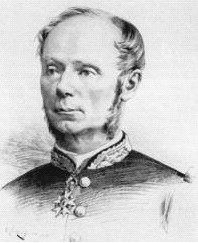
Anatole-Amédée-Prosper Courbet (1827–1885).

La morte di Rivière attizzò le ragioni dei favorevoli alla guerra nelle sfere di potere a Parigi. L'amministrazione Ferry, sempre favorevole all'interventismo, inviò un nuovo contingente in Estremo Oriente che comprendeva due divisioni navali, denominate "divisioni navali delle coste del Tonchino" (division navale des côtes du Tonkin), agli ordini del contrammiraglio Amédée Courbet ed autorizzò una serie di operazioni militari senza una formale dichiarazione di guerra, che arrivò solo nell'agosto del 1884.

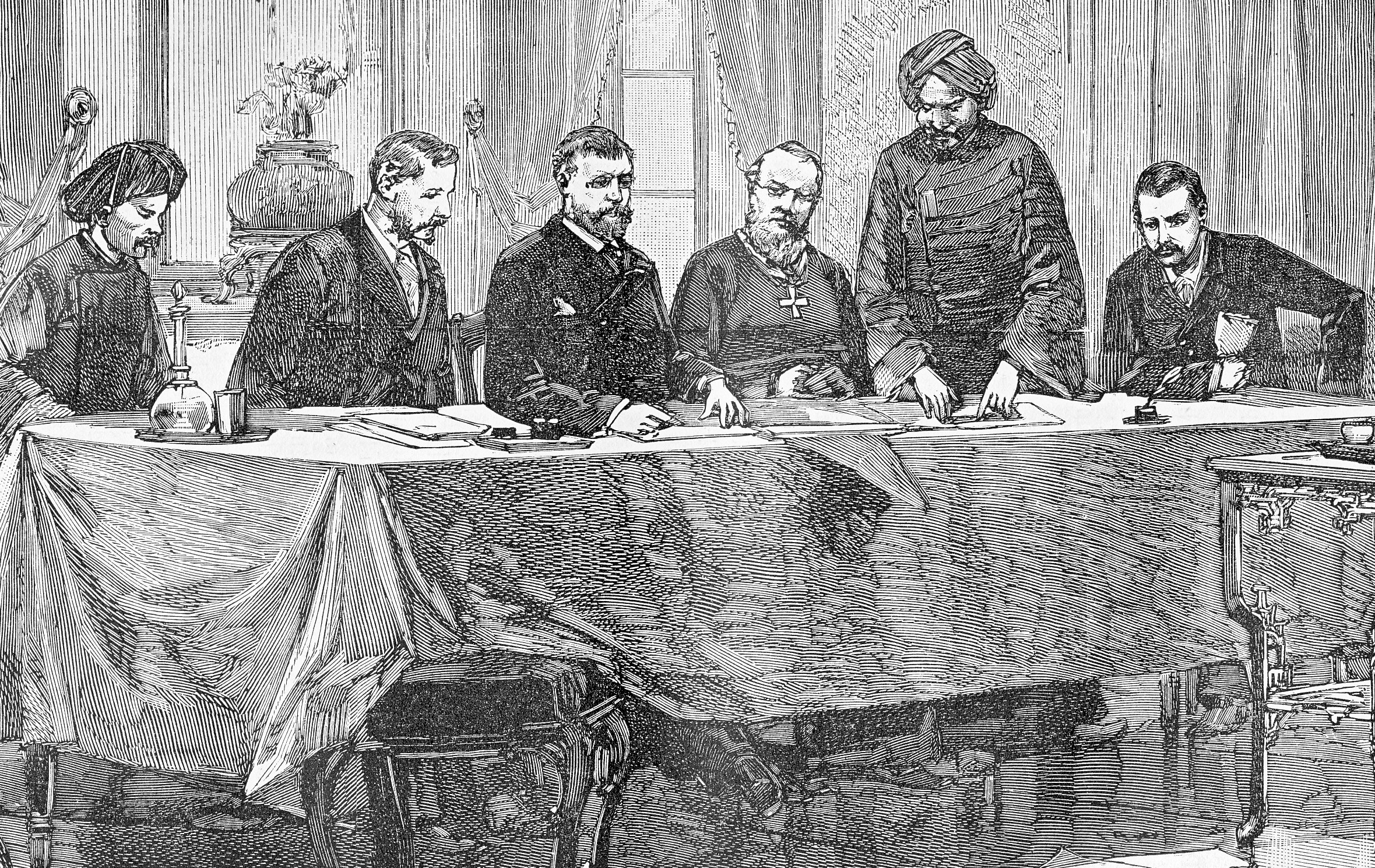
La firma del trattato di Huế; il terzo da sinistra è Jules Harmand, principale artefice del trattato.

### Protettorato sul Tonchino
Il 20 agosto 1883 Courbet bombardò Thuận An, dove si trovavano le fortezze a difesa della capitale vietnamita Huế, costringendo l'imperatore di Annam a firmare il trattato di Huế del 25 agosto 1883, che faceva del Tonchino un protettorato francese.
Nel frattempo il nuovo comandante dei corpi di spedizione del Tonchino, il generale Bouët, attaccò le posizioni delle Bandiere Nere sul fiume Đáy. Il 15 agosto sconfisse le Bandiere Nere nella battaglia di Phủ Hoài e il 1º settembre nella battaglia di Palan, senza però essere mai capaci di catturare tutte le posizioni nemiche. Agli occhi del mondo e dell'opinione pubblica francese le operazioni militari furono considerate delle sconfitte e Bouët dovette lasciare l'incarico nel settembre 1883.

### Tensione tra Francia e Cina

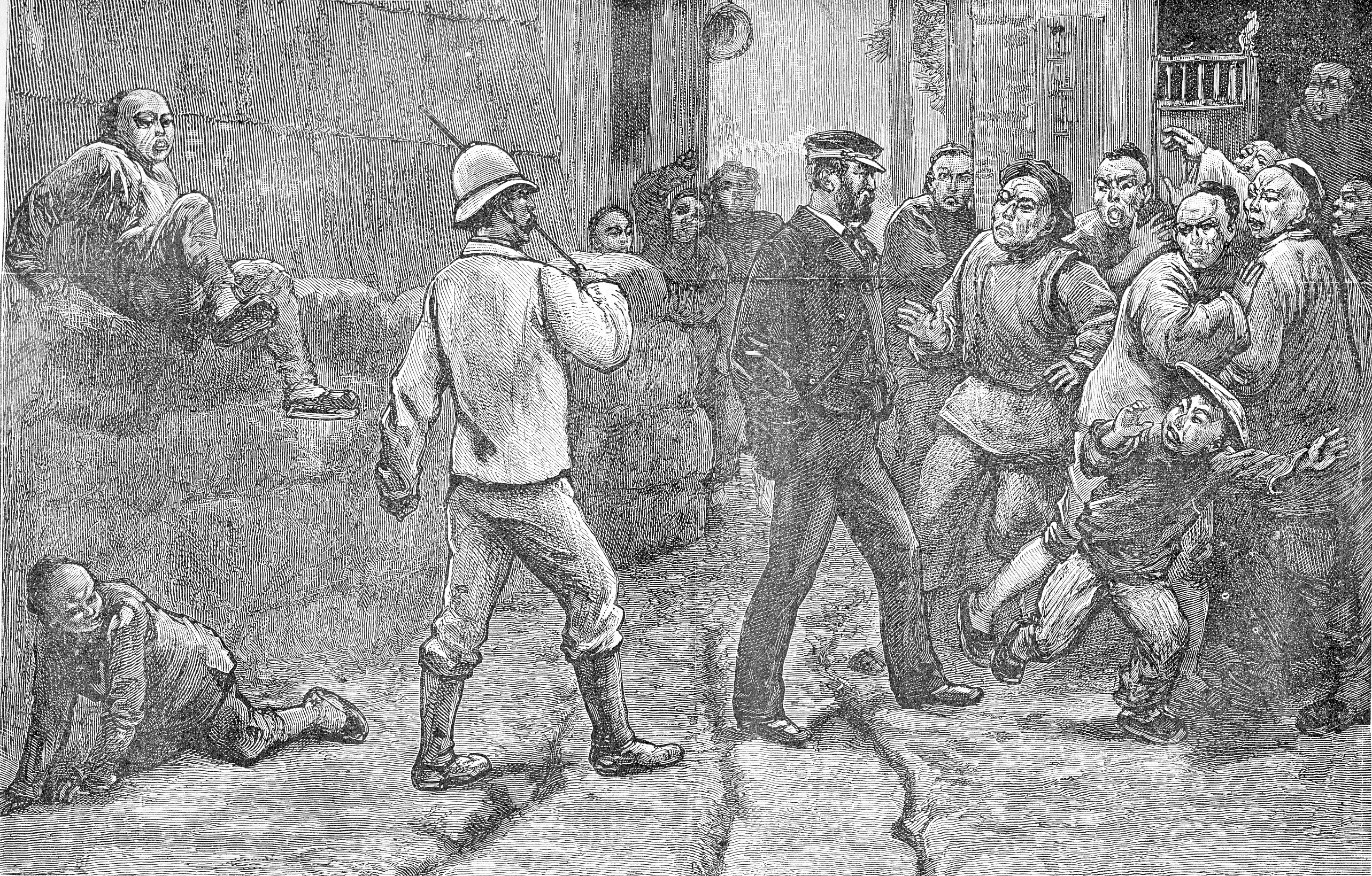
Europei passeggiano con circospezione per le strade di Guangzhou nell'autunno del 1883.

Nel corso dell'autunno del 1883 la strategia francese consistette nel lanciare una serie di operazioni per sconfiggere definitivamente le bande della Bandiera Nera e persuadere la Cina a ritirare il supporto a Liu Yongfu. Allo stesso tempo cercava di attirare le simpatie delle altre potenze europee in un fronte comune contro i cinesi. I negoziati con il nemico furono avviati nel luglio 1883 a Shanghai tra l'ambasciatore Arthur Tricou e Li Hongzhang, ma furono bloccati dalla corte Qing erroneamente consigliata dall'ambasciatore cinese a Parigi, il marchese Zeng Jize, secondo il quale i francesi non avrebbero iniziato una guerra su vasta scala contro la Cina. In seguito a numerosi incontri tra il diplomatico cinese, Ferry e il ministro degli esteri Paul-Armand Challemel-Lacour intercorsi nell'autunno del 1883 la posizione cinese non mutò, rifiutando di ritirare le guarnigioni dispiegate a Sơn Tây, Bắc Ninh e Lạng Sơn, nonostante un probabile scontro armato con le truppe francesi presenti nella regione. Man mano che l'ipotesi di una guerra con la Cina diventava sempre più probabile, il gabinetto di Ferry chiese al governo tedesco di posticipare la consegna di due moderne navi da guerra, la Dingyuan e la Zhenyuan, che in quegli anni erano in costruzione nei cantieri in Germania e destinate a rinfoltire la flotta del Pei-yang. Nel frattempo la Francia consolidava le proprie posizioni nel delta del fiume Rosso insediando basi militari a Quảng Yên, Hưng Yên e Ninh Bình.
La tensione crescente tra le due nazioni dette origine a sentimenti e manifestazioni xenofobe nella Cina dell'autunno 1883. Gli episodi più gravi si verificarono nella provincia del Guangdong, dove gli europei erano più numerosi. Diversi attacchi furono portati a termine contro proprietà dei mercanti a Guangzhou e sull'isola Shamian. Diverse nazioni europee inviarono navi da guerra a protezione dei propri connazionali.

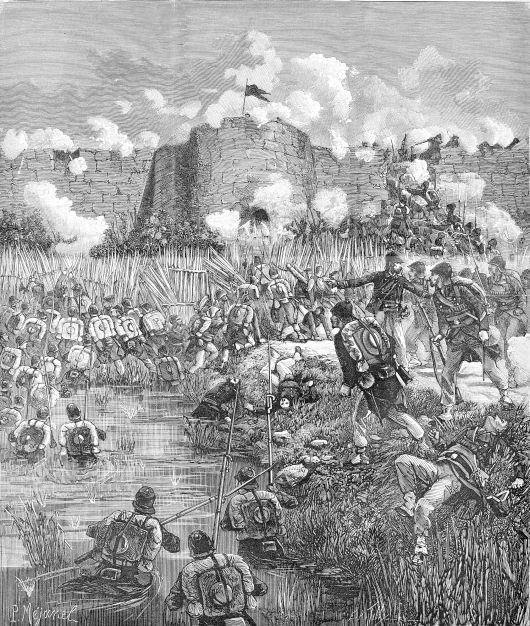
La presa di Son Tay (16 dicembre 1883).

#### Le campagne di Sơn Tây e Bắc Ninh
I francesi pensavano che un attacco contro le Bandiere Nere di Liu Yongfu avrebbe provocato una guerra aperta contro la Cina, quindi stimarono che una rapida vittoria nel Tonchino avrebbe invece messo i cinesi di fronte all'atto compiuto.
Il comando della campagna fu affidato all'ammiraglio Courbet che attaccò Sơn Tây nel dicembre 1883; questa fu la più intensa tra le battaglie combattute dai francesi nel Tonchino non tanto per la limitata difesa da parte dei contingenti cinese e vietnamita, ma quanto per la tenacia delle truppe delle Bandiere Nere. Il 14 dicembre i francesi attaccarono le difese esterne di Sơn Tây a Phu Sa ma furono respinti con pesanti perdite; la notte dello stesso giorno Liu Yongfu attaccò le linee nemiche nella speranza di sorprendere i francesi, ma l'attacco fallì disastrosamente. Dopo un giorno di riposo, Coubert riprese l'attacco nel pomeriggio del 16 dicembre, questa volta dopo un fitto bombardamento dell'artiglieria che si concluse solo quando i difensori furono logorati. Infine nel tardo pomeriggio il 2º reggimento straniero di fanteria e un battaglione di fucilieri della marina conquistarono la porta occidentale di Sơn Tây, costringendo il contingente di Liu Yongfu alla ritirata. Courbet aveva raggiunto il proprio obiettivo ma al un costo elevato di 83 morti e 320 feriti; anche l'esercito della Bandiera Nera aveva subito pesanti perdite e, secondo alcuni, inabilitato a continuare i combattimenti. Liu Yongfu, inoltre, si era sentito lasciato solo a sopportare l'attacco dagli alleati cinesi e vietnamiti e fu determinato a non esporre mai più i propri armati alla causa anti-francese.

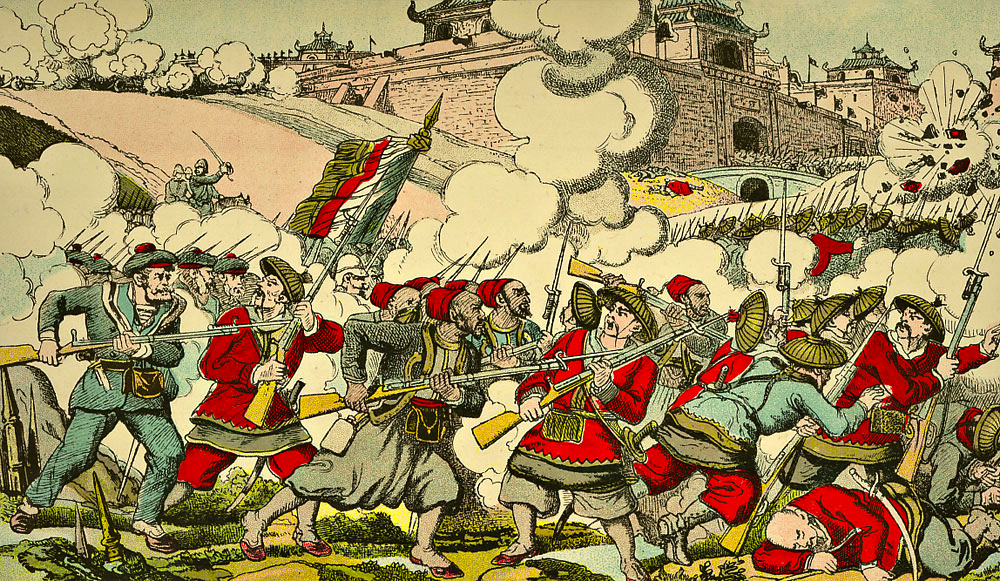
La presa di Bắc Ninh (12 marzo 1884).

Nel marzo del 1884 i francesi ripresero l'offensiva sotto il comando del generale Charles-Théodore Millot, che sostituì Coubert nella campagna di terra dopo la presa di Sơn Tây. Millot poté beneficiare di rinforzi giunti dalla Francia e dalle colonie africane finché il suo contingente raggiunse le 10 000 unità che vennero divise in due brigate. La 1ª brigata era comandata dal generale Louis Brière de l'Isle, in precedenza governatore del Senegal, mentre la 2ª fu affidata al giovane generale della legione straniera François de Négrier, che in precedenza aveva sedato una rivolta araba in Algeria.
I francesi attaccarono Bắc Ninh, difesa dalle truppe regolari dell'esercito del Guangxi, ed ebbero una facile vittoria, dovuta al morale basso delle truppe cinesi e alla cautela con cui Liu Yongfu impiegava le proprie Bandiere Nere. Millot era riuscito ad aggirare le difese cinesi a sud-ovest della città e ad attaccare da sud-est, riportando un successo totale con la cattura di una grande quantità di munizioni e alcuni cannoni Krupp.

#### L'accordo di Tientsin e il secondo trattato di Huế

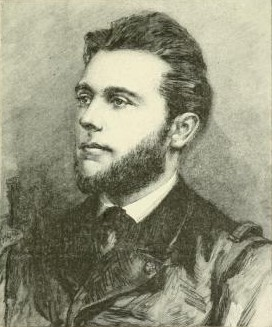
François Ernest Fournier (1842-1934).

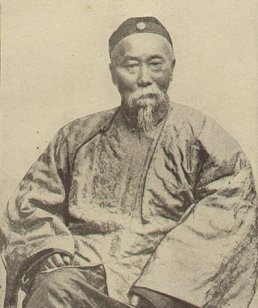
Li Hongzhang (1823–1901).

Sul fronte interno cinese la sconfitta di Bắc Ninh rafforzò i sostenitori dell'approccio moderato e screditò gli agitatori favorevoli alla guerra contro la Francia, tra cui Zhang Zhidong. Il 12 aprile 1884 i francesi conquistarono il forte di Hưng Hóa nella provincia di Phu Tho, convincendo sempre di più l'imperatrice reggente Cixi di scendere a patti con i francesi. I negoziati ebbero luogo l'11 maggio 1884 a Tientsin e furono condotti da Li Hongzhang, leader dei moderati cinesi, e dal capitano François Ernest Fournier, comandante dell'incrociatore Volta. Con l'accordo di Tientsin i cinesi riconoscevano il protettorato francese sull'Annam e sul Tonchino e si impegnavano a ritirare le proprie truppe dal Tonchino in cambio di un trattato che avrebbe definito i dettagli di uno scambio commerciale tra la Francia e la Cina e stabilito il contestato confine con il Vietnam.
Un secondo trattato di Huế fu siglato con i vietnamiti il 6 giugno in seguito al trattato con i cinesi. Questo ribadiva il protettorato francese sull'Amman e sul Tonchino e permetteva ai francesi di mantenere truppe in posizioni strategiche del territorio vietnamita e di insediare civili nelle principali città. La firma, apposta dall'ambasciatore francese in Cina Jules Patenôtre, fu accompagnata dal gesto simbolico di fondere il sigillo consegnato diverse decadi prima dall'imperatore cinese a quello vietnamita Gia Long, come simbolo del cessato rapporto tra il Vietnam e la Cina.
Il trattato di Tientsin non fu però redatto con precisione. Per esempio non specificava quando il ritiro delle truppe cinesi dal Tonchino dovesse essere completato; stando ai francesi il ritiro doveva cominciare immediatamente, mentre secondo l'interpretazione cinese questo doveva seguire la conclusione dell'intero trattato. La posizione cinese in realtà celava una difficoltà nel mettere in pratica le condizioni del trattato, dovuta alla grande impopolarità dell'accordo in patria. Le fazioni favorevoli alla guerra chiesero l'impeachment di Li Hongzhang e segretamente inviarono ordini alle truppe nel Tonchino di tenere le posizioni.

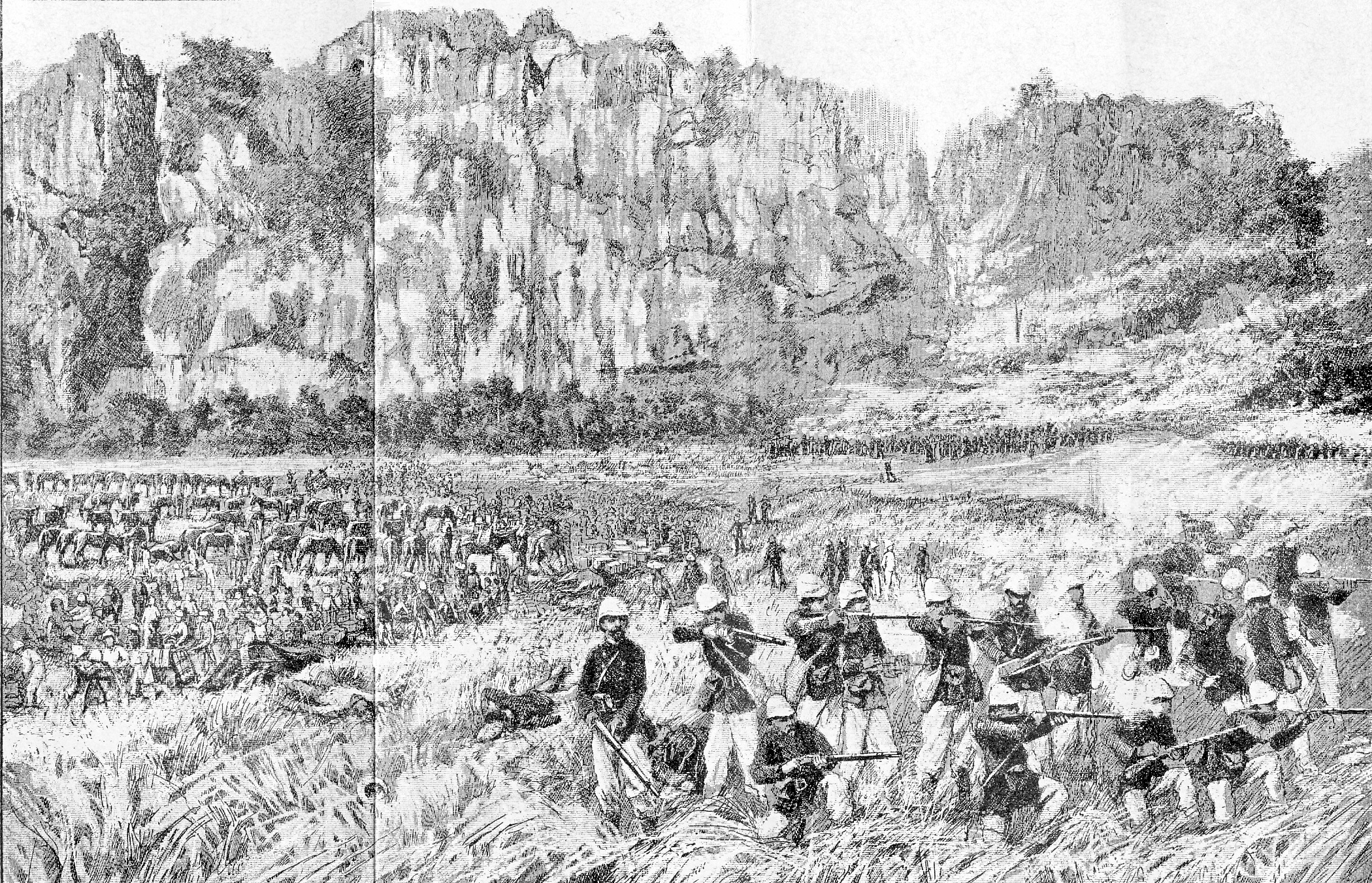
L'imboscata di Bắc Lệ (23 giugno 1884).

#### L'imboscata di Bắc Lệ
Dopo la stipula dell'accordo i francesi si prepararono ad occupare le città di confine di Lạng Sơn, Cao Bằng e That Ke; all'inizio del giugno del 1884 una colonna francese comandata dal tenente colonnello Alphonse Dugenne avanzò per occupare Lạng Sơn, nella parte più orientale della regione. Il 23 giugno, nei pressi della cittadina di Bắc Lệ, i francesi si imbatterono in un distaccamento dell'esercito del Guangxi predisposti sulla difensiva sulla sponda opposta del fiume Song Thuong. Dugenne, anziché informare il comando ad Hanoi ed attendere istruzioni, lanciò un ultimatum ai cinesi; questi rifiutarono il ritiro ed aprirono il fuoco sulle truppe francesi dando inizio ad una battaglia che si protrasse per due giorni. Le truppe di Dugenne furono inizialmente circondate ma riuscirono a ritirarsi sull'altra sponda del fiume, sebbene al costo di 22 morti e 70 feriti.
Quando la notizia dell'agguato raggiunse Parigi, indignazione e collera si diffusero per quello che venne definito un tradimento da parte cinese. Il gabinetto Ferry chiese ai cinesi le scuse, un'indennità di guerra e l'immediata implementazione dei termini dell'accordo di Tietsin. La corte cinese acconsentì alla negoziazione ma rifiutò le scuse e il pagamento di alcuna indennità. L'opinione pubblica in Francia era tutta schierata contro il compromesso e, sebbene i negoziati continuarono fino a luglio, all'ammiraglio Courbet fu comandato di spostare la propria squadriglia a Fuzhou (Foochow), in pieno territorio cinese, e istruito di tenersi pronto ad attaccare la flotta cinese nel porto e distruggere l'arsenale. Inoltre, a dimostrazione delle eventuali conseguenze di un mancato accordo, il 5 agosto il retroammiraglio Sébastien Lespès distrusse tre batterie di artiglieria costiera nel porto di Keelung, nella parte settentrionale dell'isola di Formosa, con un bombardamento navale.

## Fasi della guerra
Le due parti non raggiunsero mai un accordo e i negoziati terminarono a metà agosto del 1884. La Francia si preparò al conflitto con la creazione di due unità militari dedicate, la divisione navale dell'estremo oriente, sotto il comando di Courbet, e l'armata del Tonchino, guidata dal generale Henri Roussel de Courcy.
Sebbene i militari suggerissero un attacco diretto contro Pechino, capitale dell'impero Qing, Ferry preferì limitare le operazioni all'Indocina e al mar Cinese Meridionale, temendo che una tale aggressione potesse provocare una reazione di altre potenze europee, in particolare il Regno Unito e l'impero russo.

### Operazioni navali

#### La battaglia di Fuzhou

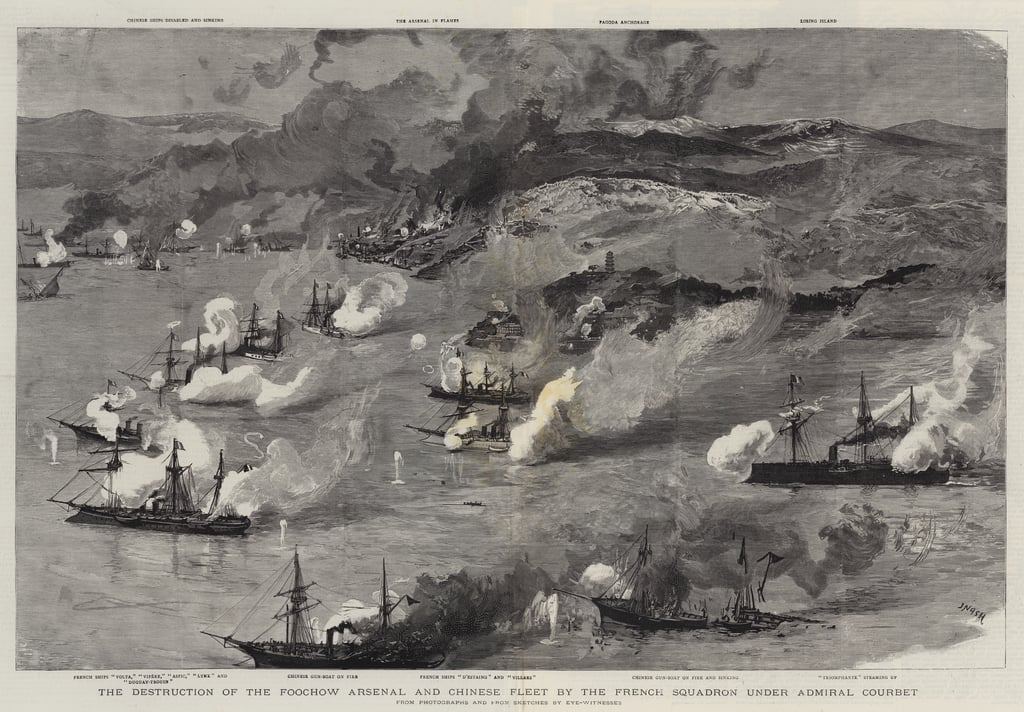
La battaglia di Fuzhou (23 agosto 1884).

Il 22 agosto Courbet ricevette l'ordine di attaccare la flotta cinese di stanza a Fuzhou che ebbe luogo il giorno successivo nella cosiddetta battaglia di Fuzhou.
Lo scontro si protrasse per due ore durante le quali le navi di Courbet distrussero quasi completamente la flotta di Fujian, una delle quattro flotte regionali cinesi, e danneggiarono gravemente l'arsenale di Fuzhou. In meno di un'ora nove delle undici navi cinesi furono affondate, compresa la corvetta Yangwu, ammiraglia della flotta di Fujian; i francesi in particolare beneficiarono dell'uso di piccole torpediniere. La battaglia navale si svolse sotto gli occhi di navi da guerra britanniche e statunitensi, che rimasero neutrali durante l'intero attacco.
Dopo aver assicurato la supremazia per mare, la squadriglia di Courbet distrusse diverse batterie di artiglieria costiera lungo il fiume Min e le difese cinesi nei pressi dello stretto di Jinpai, mettendo fuori uso i forti di Jinpai (金牌) e Changmen (長門). Al termine delle operazioni militari, il 29 agosto, le perdite cinesi ammontavano a circa 3 000 morti contro minime perdite francesi.

#### Rivolte ad Hong Kong
L'attacco francese a Fuzhou troncò formalmente i rapporti diplomatici tra Cina e Francia. La notizia della distruzione della flotta di Fujian riaccese vecchi sentimenti xenofobi nella città cinesi, accompagnati da attacchi agli stranieri e alle proprietà straniere. Anche in Europa ci furono manifestazioni a favore della causa cinese, tant'è che la Cina riuscì ad arruolare diversi ufficiali di marina ed esercito provenienti da Germania, Gran Bretagna e Stati Uniti.
Parecchia indignazione si registrò anche nella colonia britannica di Hong Kong. Nel settembre del 1884 i lavoratori portuali di Hong Kong si rifiutarono di riparare la corazzata La Galissonnière, danneggiata nel corso dell'attacco di Fuzhou. Lo sciopero terminò alla fine di settembre, ma ai lavoratori fu impedita la ripresa dei lavori da altri lavoratori tra cui scaricatori di porto, portantini e conducenti di risciò. Le autorità britanniche provare a ristabilire l'ordine e permettere l'esecuzione dei lavori ma ne derivò una grande rivolta che ebbe luogo il 3 ottobre, nel corso della quale un dimostrante fu ucciso e diverse guardie Sikh furono ferite. I britannici sospettavano, a ragione, che le proteste fossero fomentate dalle autorità cinesi della provincia del Guangdong.

#### L'occupazione francese di Keelung

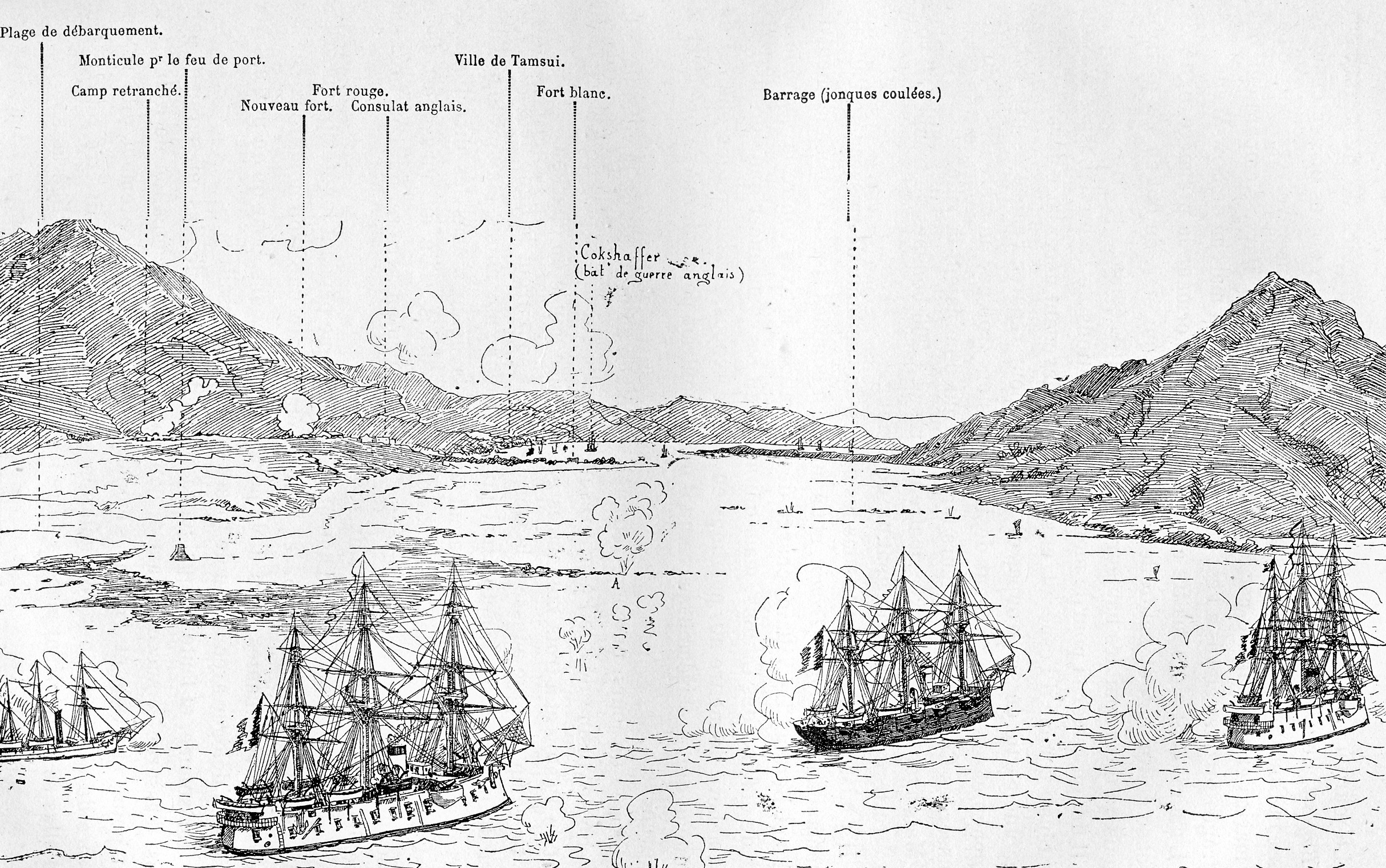
Il bombardamento di Tamsui (2 ottobre 1884).

Allo stesso tempo i francesi inviarono un corpo di spedizione nella parte settentrionale dell'isola di Formosa. Il 1 ottobre 1884, 1 800 fanti di marina comandati dal tenente colonnello Bertaux-Levillain sbarcarono nei pressi di Keelung, supportati dal bombardamento della flotta francese, costringendo i cinesi a ritirarsi verso posizioni difensive sulle colline circostanti. Le truppe francesi presero il controllo di diverse colline e le fortificarono; le forze di occupazione erano tuttavia troppo esigue per poter continuare l'avanzata oltre Keelung.
Nel frattempo, il 2 ottobre, l'ammiraglio Sébastien Lespès bombardò le difese costiere di Tamsui, nel nord dell'isola. Sebbene i forti a difesa della città furono distrutti, il bombardamento non raggiunse lo scopo di neutralizzare le difese per permetterne la cattura. Così Lespès decise di attaccare le difese cinesi con 600 fucilieri della marina il 6 ottobre ma fu respinto dalle forze comandate dal generale Sun Kaihua (孫開華) riportando 17 morti e 49 feriti.
Come conseguenza del fallito attacco a Tamsui il controllo dell'isola di Formosa si limitò quindi alla sola città di Keelung, ben inferiore a quanto programmato dai francesi.

#### Il blocco di Formosa
Nonostante il parziale fallimento degli attacchi sull'isola di Formosa, verso la fine del 1884 la Francia riuscì ad isolare l'isola, avendo il controllo dei porti settentrionali di Keelung e Tamsui e di quelli meridionali di Taiwanfu (Tainan) e Takow (Kaohsiung).
Nel gennaio del 1885, i neonati "Corpi di Spedizione di Formosa" (corps expéditionnaire de Formose), ora sotto il comando del colonnello Jacques Duchesne, furono rinforzati con l'invio di due battaglioni di fanteria, portando il numero totale di uomini a 4 000 Anche i difensori, guidati da Liu Mingchuan, poterono contare su un rafforzamento grazie alla leva straordinaria di cui beneficiarono gli eserciti dello Hunan e quello dell'Anhui, portando le forze cinesi ad un totale di 25 000 uomini. Verso la fine di gennaio i francesi riuscirono a guadagnare nuove posizioni a sud-est di Keelung, sebbene avessero a disposizione un numero inferiore di truppe; l'avanzata, tuttavia, dovette fermarsi a febbraio a causa di forti piogge.
La ragione principale del successo del blocco francese consistette nel mancato supporto della flotta settentrionale cinese del Beiyang, comandata da Li Hongzhang, a favore di quella meridionale del Nanyang. Quest'ultima dovette quindi affrontare i francesi contando solo sulle proprie forze. La flotta settentrionale del Beiyang era infatti dotata delle migliori navi da guerra e Li Hongzhang non considerò mai la possibilità di privarsi delle proprie imbarcazioni a causa di rivalità tra le due fazioni che si protendevano fino alle sfere di governo. Le forze navali della Cina dell'epoca infatti non prevedevano alcun ammiragliato e le flotte che le componevano non cooperavano tra di loro, bensì agivano come unità indipendenti. Per questa ragione la Francia non dovette mai affrontare l'intera forza marittima cinese; addirittura l'accademia navale della flotta settentrionale di Tianjin richiamò un numero di potenziali marinai anziché destinarli alla flotta meridionale.

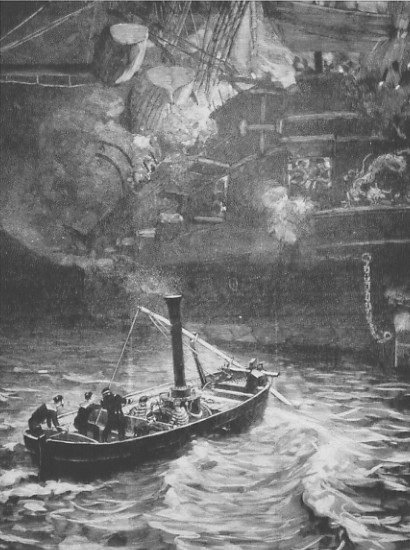
Una torpediniera francese attacca la fregata cinese Yuyuan (14 febbraio 1885).

#### Le battaglie di Shipu, Zhenhai e il blocco del riso
Con i corpi di spedizione di Formosa confinati a Keelung, la Francia ottenne comunque altre importanti vittorie nella primavera del 1885. La flotta di Courbet era stata notevolmente rinforzata dall'inizio della guerra, sia in termini di uomini che di navi. Nei primi giorni del febbraio 1885 parte della flotta lasciò Keelung per respingere un tentativo della flotta cinese meridionale del Nanyang di rompere il blocco navale di Formosa. L'11 febbraio alcune navi di Courbet si imbatterono, nei pressi di Shipu vicino Ningbo, negli incrociatori Kaiji, Nanchen e Nanrui, tra i più moderni della flotta cinese, accompagnati dalla fregata Yuyuan e dal sloop-of-war Chengqing. Una volta avvistati i francesi le navi cinesi provarono a fuggire ma la Yuyuan e la Chengqing rimasero intrappolate nella baia di Shipu dove furono attaccate la notte del 14 febbraio con due piccole torpediniere. La Yuyuan fu seriamente danneggiata dagli ordigni piazzati dalle torpediniere, mentre la Chengqing fu colpita dal fuoco amico della Yuyuan; entrambe le navi furono quindi affondate dai cinesi mentre le torpediniere fuggirono praticamente senza subire perdite.
Successivamente Courbet si mise alla ricerca degli incrociatori sfuggiti alla battaglia finché furono localizzati il 1º marzo nella baia di Zhenhai, nei pressi del porto di Ningbo. Dopo aver valutato le difese cinesi Courbet decise di evitare lo scontro e difendere l'ingresso della baia per tenere le navi nemiche imbottigliate per la durata delle ostilità. Le uniche schermaglie si ridussero ad uno scambio di fuoco tra l'incrociatore francese Nielly e le batterie di artiglieria costiere, conclusosi senza perdite da entrambe le parti. La cosiddetta "battaglia di Zhenhai" fu celebrata dai cinesi come un'importante vittoria difensiva.
Nel febbraio del 1885, dietro la pressione diplomatica cinese, la Gran Bretagna chiuse alcuni porti, tra cui quello di Hong Kong, alle navi da guerra francesi, in ottemperanza alle disposizioni del Foreign Enlistment Act del 1870. I francesi risposero ordinando all'ammiraglio Courbet di mettere in atto il cosiddetto "blocco del riso" sul fiume Azzurro, nel tentativo di provocare carenza di riso nella Cina settentrionale e costringere la corte Qing a scendere a patti. Effettivamente il blocco del riso provocò criticità nel trasporto del riso per mare, costringendo i cinesi ad avviare un trasporto alternativo via terra da Shanghai; tuttavia la guerra finì prima che il blocco potesse avere conseguenze significative sull'economia cinese.

### Operazioni nel Tonchino

#### Le vittorie francesi nel delta del fiume Rosso

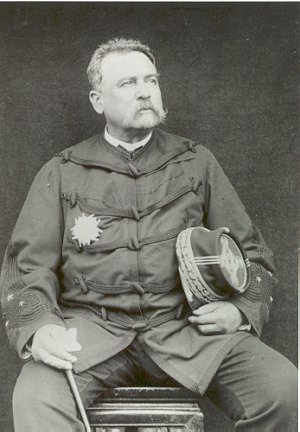
Louis Brière de l'Isle (1827–1896).

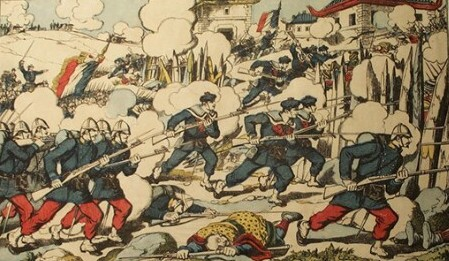
La battaglia di Kép (8 ottobre 1884).

Mentre la flotta di Courbet distruggeva quella cinese, le truppe di terra francesi comandate dal generale Millot mettevano pressione alle forze cinesi e agli alleati della bandiera nera. Nel settembre del 1884 il generale Millot, la cui salute peggiorava, abbandonò il comando per lasciarlo al generale Louis Brière de l'Isle, uno dei due comandanti di brigata.
I primi sforzi di Brière de l'Isle furono concentrati nel combattere l'invasione cinese nel delta del fiume Rosso. Nel tardo settembre del 1884, l'esercito del Guangxi era avanzato fino alla valle di Lục Nam, per poi attaccare le navi da guerra Hache e Massue il 2 ottobre. I francesi reagirono immediatamente, muovendo 3000 soldati nell'area a bordo di un gruppo di cannoniere ed attaccando i distaccamenti cinesi prima che potessero concretizzare gli attacchi. Durante la campagna di Kép (2-15 ottobre 1884) tre colonne francesi comandate dal generale de Négrier si imbatterono in alcuni distaccamenti dell'esercito del Guangxi che furono sconfitti nelle battaglie di Lam (6 ottobre), Kép (8 ottobre) e Chũ (10 ottobre). Nel corso della seconda di queste le truppe francesi subirono pesanti perdite nel tentativo di espugnare la cittadina fortificata di Kép; una volta conquistato l'obiettivo i soldati vincitori, estenuati dai lunghi combattimenti, furono autori di diverse atrocità nei confronti dei prigionieri, raramente risparmiati nel corso dell'intero conflitto. L'opinione pubblica europea fu profondamente scossa alla notizia delle crudeltà commesse in estremo oriente da entrambe le parti contendenti.
Conseguentemente alle vittorie francesi, i cinesi si ritirarono a Bắc Lệ e Dong Song, permettendo a de Négrier di stabilirsi sulle posizioni molto avanzate di Kép e Chũ da dove poteva colpire l'esercito del Guangxi asserragliato a pochi chilometri di distanza. Nonostante la posizione favorevole i francesi dovettero subire alcuni attacchi, tra cui quello a due compagnie della legione straniera a Ha Ho, poco ad est da Chũ. I legionari riuscirono a rompere l'accerchiamento ma al prezzo di alcuni morti che dovettero abbandonare sul campo di battaglia. De Négrier inviò dei rinforzi ma i cinesi riuscirono a riparare a Dong Song.
Dopo le schermaglie di ottobre contro l'esercito del Guangxi, Brière de l'Isle inviò rifornimenti agli avamposti occidentali di Hưng Hóa, Thái Nguyên e Tuyên Quang, costantemente minacciati dall'esercito della bandiera nera di Liu Yongfu e dall'esercito dello Yunnan di Tang Ching-sung. Il 19 novembre una colonna francese diretta a Tuyên Quang e comandata dal colonnello Jacques Duchesne fu attaccata a sorpresa a Yu Oc dalle bandiere nere in corrispondenza della gola del fiume Lô; i francesi tuttavia riuscirono a respingere l'attacco. Successivamente i francesi occuparono Tien Yen, Dong Trieu e altre posizioni strategiche e bloccarono il porto cantonese di Beihai (Pak-Hoi), bonificando in questo modo la regione del delta orientale dagli attacchi di guerriglia cinese. Inoltre fu lanciata una spedizione lungo il corso del fiume Rosso per annientare le basi delle bande dell'Annam, da cui partivano frequenti azioni di guerriglia contro le truppe francesi. In questo modo verso la fine del 1884 Brière de l'Isle poté concentrare il grosso delle truppe a Chũ e Kép, pronte a sferrare l'attacco su Lạng Sơn al momento opportuno.

#### La campagna di Lạng Sơn

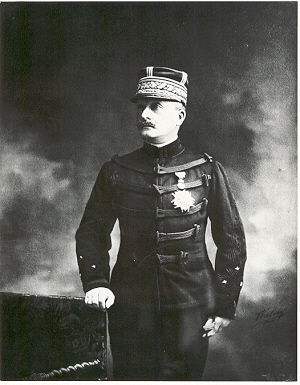
François Oscar de Négrier (1839–1913).

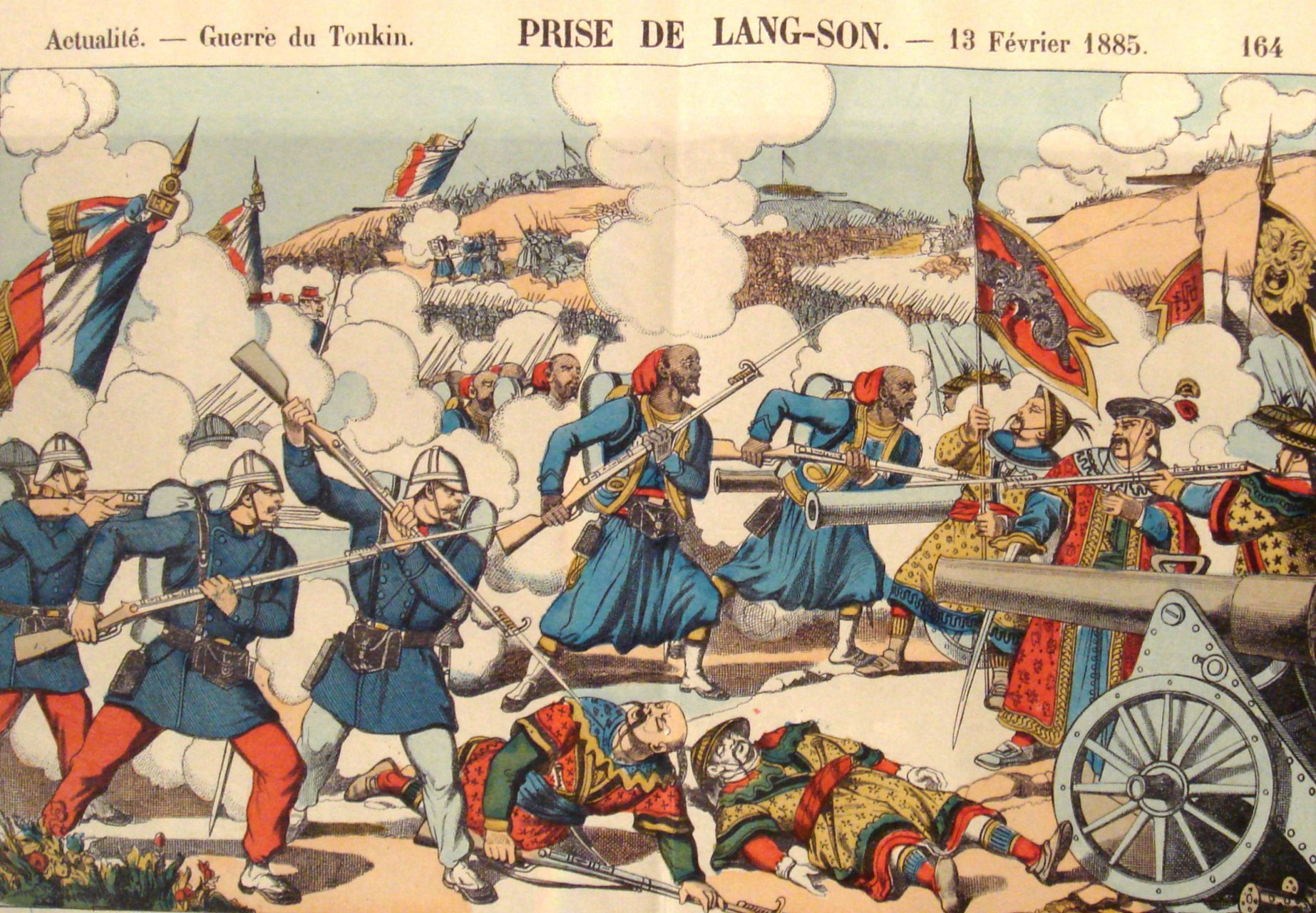
La presa di Lạng Sơn (13 febbraio 1885).

La campagna militare nel Tonchino era stata oggetto di un aspro dibattito alla camera dei deputati verso la fine del dicembre 1884. Il ministro della guerra, il generale Jean-Baptiste Campenon, era dell'idea che le forze francesi dovessero consolidare le proprie posizioni nel delta del fiume Rosso mentre l'opposizione sosteneva un'offensiva a tutto campo per scacciare i cinesi dal Tonchino settentrionale. Il dibattito si concluse con le dimissioni di Campenon, sostituito dal generale Jules Louis Lewal, un sostenitore della linea dura, il quale ordinò subito a Brière de l'Isle di conquistare Lạng Sơn.
La campagna sarebbe stata lanciata dall'avamposto di Chũ. Nel frattempo il 3 e 4 gennaio 1885 il generale de Négrier attaccò e sconfisse un considerevole reparto dell'esercito del Guangxi acquartierato nei pressi del villaggio di Núi Bop. La battaglia di Núi Bop fu vinta dai francesi contro un nemico dieci volte superiore per numero di truppe e fu celebrato come uno dei successi più spettacolari della carriera di de Négrier.
Il completamento dei preparativi per la campagna di Lạng Sơn richiese un altro mese. Finalmente il 3 febbraio 1885, Brière de l'Isle cominciò l'avanzata da Chũ con una colonna di 7 200 soldati, accompagnati da 4 500 coolie. I francesi raggiunsero Lạng Sơn dopo dieci giorni di marcia, appesantiti da equipaggiamento e provviste e rallentati dal difficile terreno del Tonchino settentrionale, oltre che dalle continue scaramucce con la guerriglia cinese, come a Tây Hòa (4 febbraio), Hạ Hòa (5 febbraio) e Dong Song (6 febbraio). Dopo una pausa a Dong Song, il corpo francese continuò l'avanzata, incontrando la resistenza cinese a Deo Quao (9 febbraio) e Pho Vy (11 febbraio). Il 12 febbraio, in una sanguinosa battaglia, i turcos e la fanteria di marina della 1ª brigata comandata dal colonnello Laurent Giovanninelli travolsero le difese cinesi a Bac Vie, diversi chilometri a sud di Lạng Sơn. Il 13 febbraio finalmente i francesi entrarono a Lạng Sơn, nel frattempo abbandonata dai cinesi dopo un breve combattimento con la retroguardia francese nei pressi del villaggio di Ky Lua.

#### L'assedio di Tuyên Quang

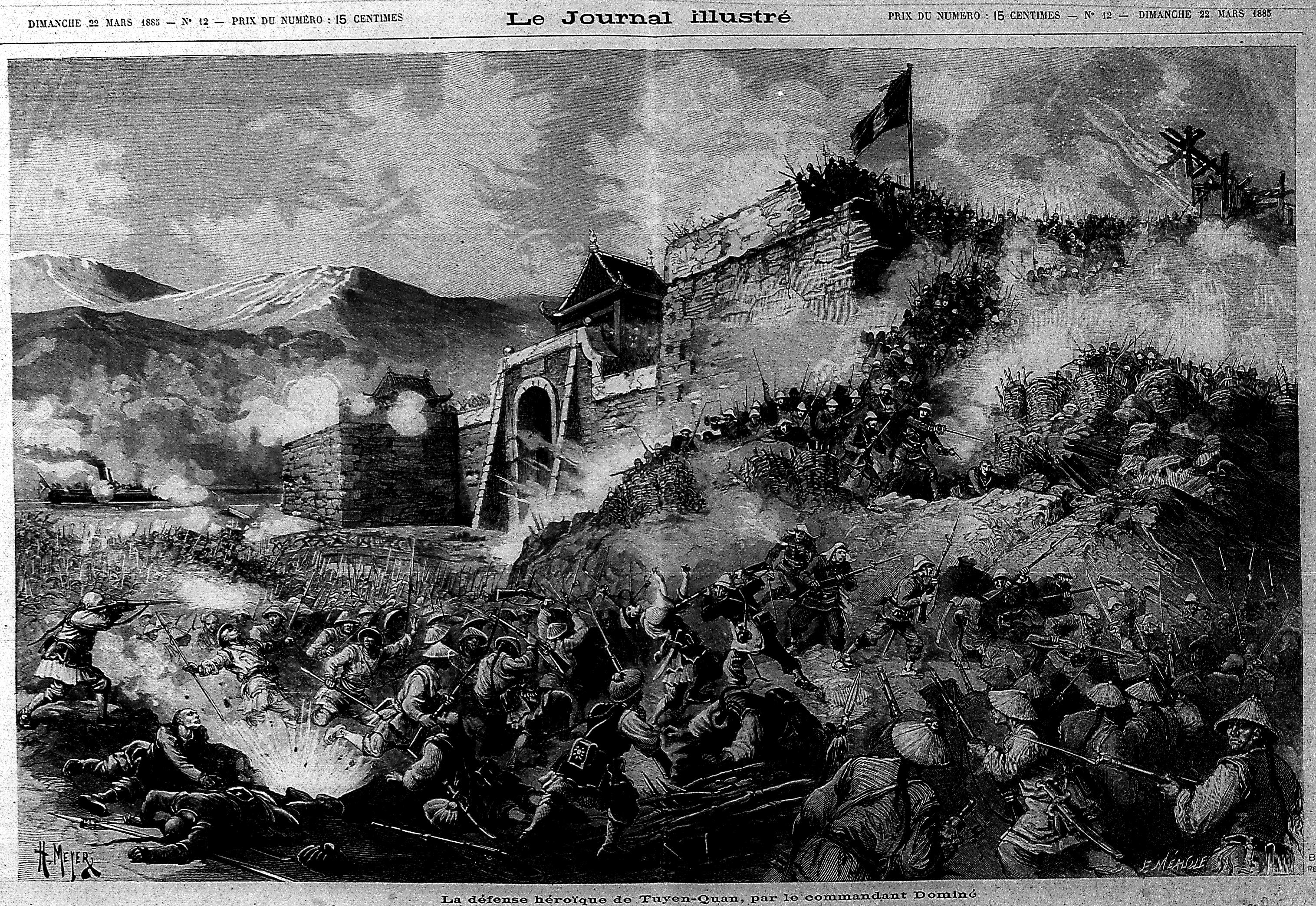
Una fase dell'assedio di Tuyên Quang.

La presa di Lạng Sơn permise a Brière de l'Isle di inviare una delle due brigate in soccorso della cittadella di Tuyên Quang, dal novembre 1884 sotto l'assedio dei cinesi dell'esercito dello Yunnan e delle bandiere nere di Liu Yongfu. La guarnigione a difesa della cittadella, 400 legionari e 200 ausiliari tonchinesi comandati dal capo di battaglione Marc-Edmond Dominé, era fiaccata da lunghi e metodici attacchi dei cinesi che, spropositatamente superiori in numero, avevano fatto breccia nelle difese esterne e ridotto di un terzo le forze dei difensori (50 morti e 224 feriti).
Lasciata la 2ª brigata di de Négrier a guardia di Lạng Sơn, Brière de l'Isle condusse personalmente la 2ª brigata di Giovanninelli prima ad Hanoi e poi verso Tuyên Quang. Lungo l'itinerario la colonna, rinforzata da un drappello comandato dal tenente colonnello de Maussion, si imbatté in nella posizione difensiva cinese nei pressi del villaggio di Hòa Mộc, all'ingresso della gola del fiume Yu Oc. La battaglia di Hòa Mộc fu la più cruenta dell'intera guerra: diversi attacchi francesi furono respinti prima che questi potessero conquistare le postazioni nemiche, lasciando sul campo 76 morti e 408 feriti. Tuttavia, la vittoria spalancò la strada per Tuyên Quang, dove le bandiere nere e l'esercito dello Yunnan avevano nel frattempo tolto l'assedio e si erano ritirate ad ovest. Brière de l'Isle fece il suo ingresso a Tuyên Quang il 3 marzo 1885.
La lunga difesa di Tuyên Quang contro un nemico talmente superiore in numero ne fece uno dei momenti più celebrati della storia della legione straniera e viene considerato secondo solo alla difesa di Camerone. Il primo verso della marcia Le Boudin celebra proprio i fatti di Tuyên Quang:

### Fine del conflitto

#### Le battaglie di Bang Bo, Ky Lua e il ritiro da Lạng Sơn
Prima della sua partenza da Lạng Sơn, Brière de l'Isle aveva ordinato a de Négrier di continuare a mettere pressione a quello che restava dell'esercito del Guangxi in direzione del confine cinese. Dopo un rifornimento di cibo e munizioni, de Négrier sconfisse i cinesi nella battaglia di Đồng Đăng il 23 febbraio 1885 e li scacciò dal Tonchino. Come misura precauzionale i francesi si spinsero in territorio cinese e fecero esplodere la "porta di Cina", un elaborato edificio doganale sul confine tra il Tonchino e la provincia del Guangxi, ma non avendo forze sufficienti la 2ª brigata dovette tornare a Lạng Sơn alla fine del febbraio 1885.
All'inizio del marzo del 1885, dopo le vittorie francesi a Hoa Moc e Dong Dang, le operazioni militari avevano raggiunto una situazione di stallo. La 1ª brigata di Giovanninelli si confrontava con l'esercito dello Yunnan di Tang Ching-sung nei dintorni di Hưng Hóa e Tuyên Quang, mentre la 2ª brigata di de Négrier fronteggiava l'esercito del Guangxi di Pan Dingxin a Lạng Sơn. I cinesi, fiaccati dalle recenti sconfitte, non erano nelle condizioni di lanciare un'offensiva né tantomeno lo erano i francesi, non abbastanza forti per una vittoria definitiva. Nel frattempo il governo francese spingeva affinché Brière de l'Isle mandasse la 2ª brigata oltre il confine con la provincia del Guangxi per indurre i cinesi a chiedere una pace. Brière de l'Isle e de Négrier valutarono la possibilità di una campagna per conquistare le guarnigioni militari di Longzhou (Lung-chou, 龍州), 60 chilometri oltre il confine, ma il generale in capo al corpo di spedizione suggerì al ministro della guerra a Parigi che tale operazione non era fattibile con le forze a disposizione.

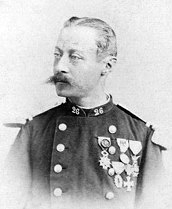
Paul-Gustave Herbinger (1839–1886).

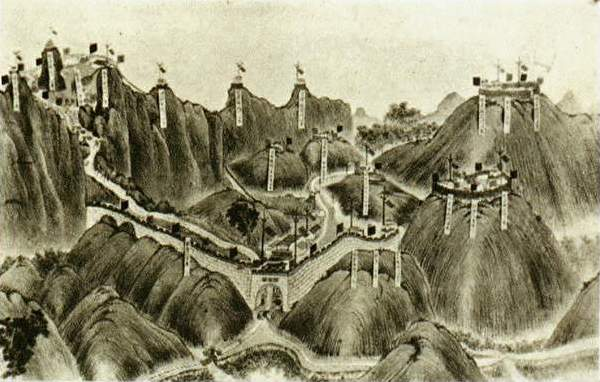
Le fortificazioni di Bang Bo.

I rinforzi arrivarono a metà marzo del 1885, dando la possibilità a Brière de l'Isle di uscire dallo stallo. La 1ª brigata fu rafforzata con l'intento di attaccare l'esercito dello Yunnan e scacciarlo oltre Yên Bái, mentre la 2ª brigata di de Négrier avrebbe mantenuto la posizione a Lạng Sơn. Il 23 e 24 marzo la 2ª brigata, forte di solo 1 500 uomini, attaccò 25 000 effettivi dell'esercito del Guangxi asserragliati a Zhennanguan, sul confine cinese, in quella che venne ricordata come la battaglia di Bang Bo (o del passo di Zhennan, nella storiografia cinese); i francesi tuttavia non riuscirono a conquistare le posizioni cinesi, subendo anzi un contrattacco cinese, e dovettero quindi ritirarsi riportando pesanti perdite (74 morti e 213 feriti).
Nel frattempo i coolie abbandonarono i francesi e questi si dovettero affrontare problemi di approvvigionamento. I cinesi invece erano sempre superiori in numero e avanzavano all'inseguimento del nemico finché il 28 marzo ingaggiarono i francesi in combattimento a Ky Lua. Questa volta però furono i francesi ad uscire vincitori, riuscendo a difendere le posizioni difensive infliggendo gravi perdite all'esercito del Guangxi (1 200 morti e 6 000 feriti contro i 7 caduti francesi).
Nel corso della battaglia de Négrier fu ferito gravemente al torace mentre esplorava le posizioni cinesi costringendolo a cedere il comando al tenente-colonnello Paul-Gustave Herbinger; questi tuttavia, sebbene portatore di una buona reputazione durante la guerra franco-prussiana, aveva poca esperienza nel Tonchino ed era stato già pesantemente criticato dagli ufficiali francesi dopo un attacco malamente condotto contro posizioni cinesi. Una volta assunto il comando Herbinger andò in panico: nonostante molte evidenze che i cinesi fossero in ritirata, egli era convinto che stessero preparando un accerchiamento a Lạng Sơn per spezzare la linea di rifornimento francese. Ignorati i consigli dei suoi ufficiali, il 28 marzo Herbinger ordinò che la 2ª brigata si ritirasse a Chũ, parecchi chilometri a sud, abbandonando considerevoli quantità di cibo, equipaggiamenti e munizioni e costringendo i soldati ad una marcia molto pesante. Nel frattempo il generale cinese Pan Dingxin (潘鼎新), informato della ritirata francese, arrestò la ritirata e rioccupò Lạng Sơn il 30 marzo 1885. Sprovvisti di truppe sufficienti, i cinesi si accontentarono di un'ulteriore avanzata fino a Dong Song rinunciando all'inseguimento dei francesi. Il ritiro da Lạng Sơn è storicamente considerato una vittoria cinese in quanto lasciò le truppe cinesi padroni del campo di battaglia.

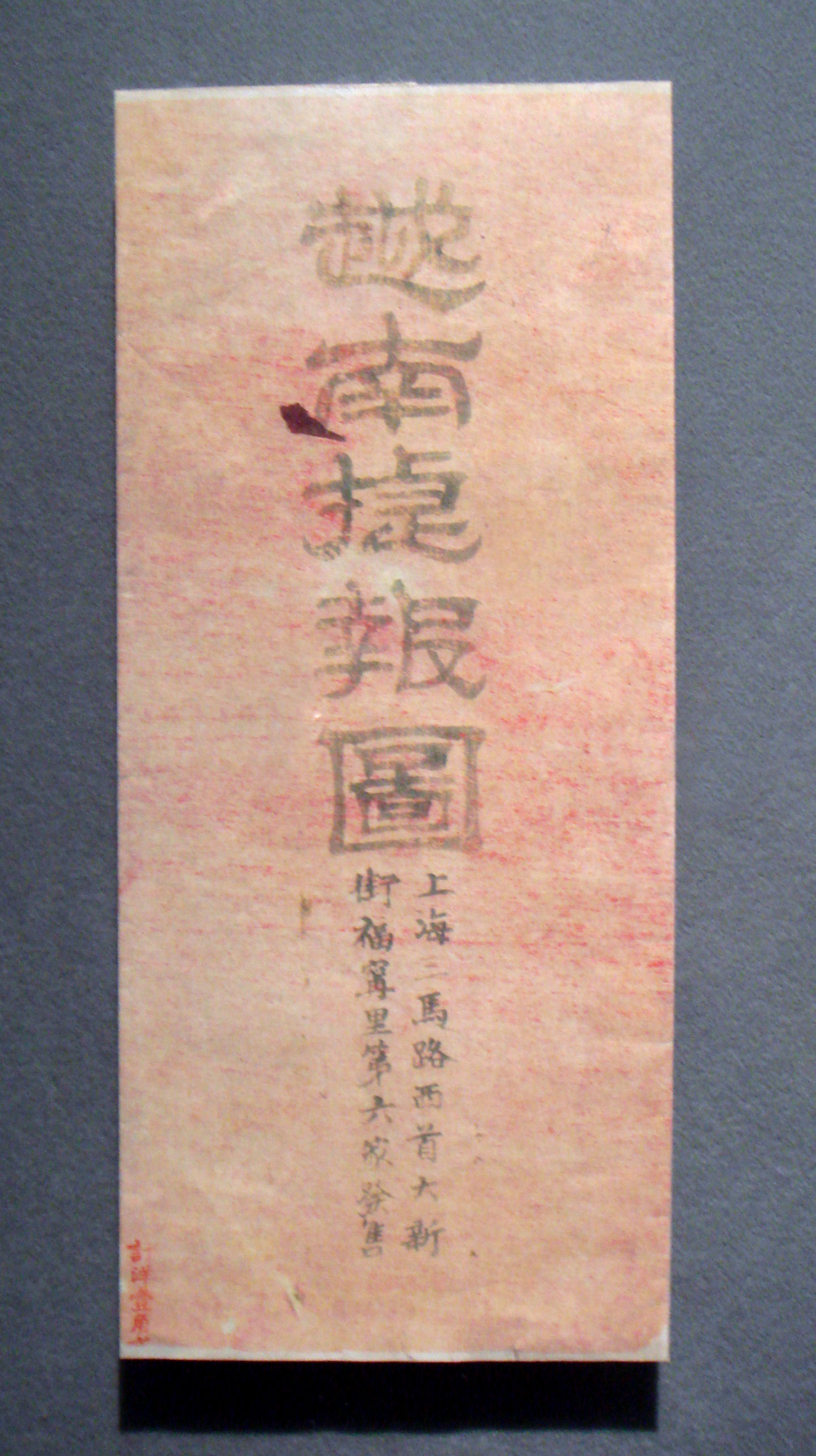
"Diagramma del rapporto della vittoria in Vietnam" (越南捷报图), il rapporto cinese sulla guerra franco-cinese, stampato tra il 1883 e il 1885.

La fortuna non arrideva ai francesi neanche sul fronte occidentale del conflitto. Il 23 marzo forze regolari cinesi e truppe delle bandiere nere sorpresero un battaglione di Zuavi francesi, impegnati in una ricognizione attorno a Hưng Hóa, in preparazione dell'attacco di Giovanninelli contro l'esercito dello Yunnan. Durante la battaglia di Phu Lam Tao i francesi furono presi dal panico e, gettati fucili e munizioni, scapparono nella giungla riportando leggere perdite.

#### La caduta del governo Ferry e le trattative di pace
Al momento della ritirata francese da Lạng Sơn, Herbinger inviò una comunicazione allarmante a Brière de l'Isle, il quale credette che la situazione fosse ben più grave di quanto attualmente fosse. Il giorno stesso della ritirata Brière de l'Isle inviò un telegramma estremamente pessimistico al governo di Parigi che ebbe come immediato risultato l'invio di un contingente di rinforzo, tant'è che Brière de l'Isle dovette rivedere la sua stima e dichiarare il fronte stabilizzato. Tuttavia quando il contenuto del telegramma venne reso pubblico a Parigi, alla Camera dei Deputati si sollevò uno scandalo e venne depositata una mozione di sfiducia da parte dell'opposizione, finché il governo Ferry cadde il 30 marzo 1885. La crisi politica nota come "l'affare del Tonchino", che polemizzava con la politica estera aggressiva dei governi repubblicani che si erano succeduti nella terza repubblica francese, smantellò la credibilità politica di Ferry, ponendo definitivamente fine alla sua carriera politica ed arrestò l'espansione coloniale francese per almeno un decennio.
Il successore di Ferry, Henri Brisson, stipulò subito una pace con la Cina. Dopo un primo protocollo di pace firmato il 4 aprile che pose fine ai combattimenti, il trattato di Tientsin venne firmati il 9 giugno 1885 da Li Hongzhang e dall'ambasciatore francese Jules Patenôtre: questo sanciva il protettorato francese sul Tonchino e l'Annan, mentre il governo francese rinunciava alla richiesta di un'indennità per l'imboscata di Bắc Lệ. Inoltre il protocollo prevedeva che gli eserciti cinesi dovessero ritirarsi dal Tonchino, mentre i francesi continuarono ad occupare i territori conquistati per parecchi mesi, per accertarsi dell'effettivo ritiro cinese, che avvenne puntualmente entro la fine di giugno del 1885; l'esercito della bandiera nera di Liu Yongfu si ritirò anch'esso dal Tonchino.

#### Gli ultimi scontri
Proprio mentre a Parigi si decideva di porre fine al conflitto, i corpi di spedizione di Formosa ottennero una spettacolare vittoria. In una serie di combattimenti tra il 4 e il 7 marzo 1885, il colonnello Duchesne ruppe l'accerchiamento cinese di Keelung con un attacco al fianco delle truppe cinesi, occupando la posizione strategica di La Table e costringendo i cinesi a ritirarsi oltre il fiume Keelung. La vittoria di Duchesne gettò il panico nelle file cinesi ma i francesi non riuscirono ad approfittarne ed avanzare oltre le proprie teste di ponte. La campagna di Keelung si attestò su una posizione di equilibrio: i francesi mantenevano la posizione strategicamente importante e difficilmente attaccabile di Keelung ma non potevano sfruttare il successo, mentre l'esercito di Liu Mingchuan restava all'erta dietro le proprie posizioni avanzate.

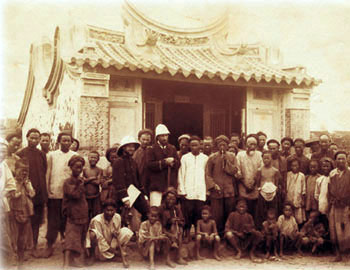
Soldati francesi posano con gli autoctoni di fronte ad un tempio a Makung, nelle isole Pescadores nell'estate del 1885.

La vittoria francese e la miglior posizione raggiunta, tuttavia, permisero a Courbet di distaccare un battaglione di fanteria di marina per occupare le isole Pescadores nel tardo marzo 1885. Strategicamente queste ultime erano molto importanti in quanto il controllo dell'arcipelago impediva ai cinesi di rinforzare il proprio esercito sull'isola di Formosa, sebbene questo successo arrivò quando le sorti della guerra erano state già decise. L'ammiraglio Courbet era inoltre sul punto di evacuare Keelung, lasciando solo una guarnigione a Makung sulle isole Pescadores, per soccorrere gli uomini di Herbinger quando le ostilità tra Francia e Cina cessarono nell'aprile 1885.
La notizia della pace del 4 aprile raggiunse le truppe francesi e cinesi nel Tonchino solo alcuni giorni dopo, sicché l'ultimo scontro del conflitto si ebbe il 14 aprile 1885 a Kép, dove i francesi sconfissero le arrendevoli forze cinesi. Allo stesso tempo Brière de l’Isle aveva rafforzato le posizioni francesi a Hưng Hóa e Chũ, e quando le ostilità terminarono alla fine di aprile i francesi si trovavano di fronte ad entrambi gli eserciti del Guangxi e dello Yunnan. Nei suoi piani Brière de l'Isle preparava un'offensiva per vendicare la sconfitta di Phu Lam Tao, tuttavia i suoi ufficiali dubitavano che le forze a disposizione potessero avere la meglio sui cinesi. Allo stesso modo i cinesi non avevano alcuna prospettiva di scacciare i francesi da Hưng Hóa o Chũ. Il conflitto terminò quindi con un nuovo stallo.
Durante il periodo di occupazione di Keelung e delle isole Pescatores seguito ai trattati di pace l'ammiraglio Courbet si ammalò gravemente e morì l'11 giugno 1885 a bordo della nave ammiraglia Bayard ancorata nel porto di Makung.

## Relazioni internazionali durante la guerra

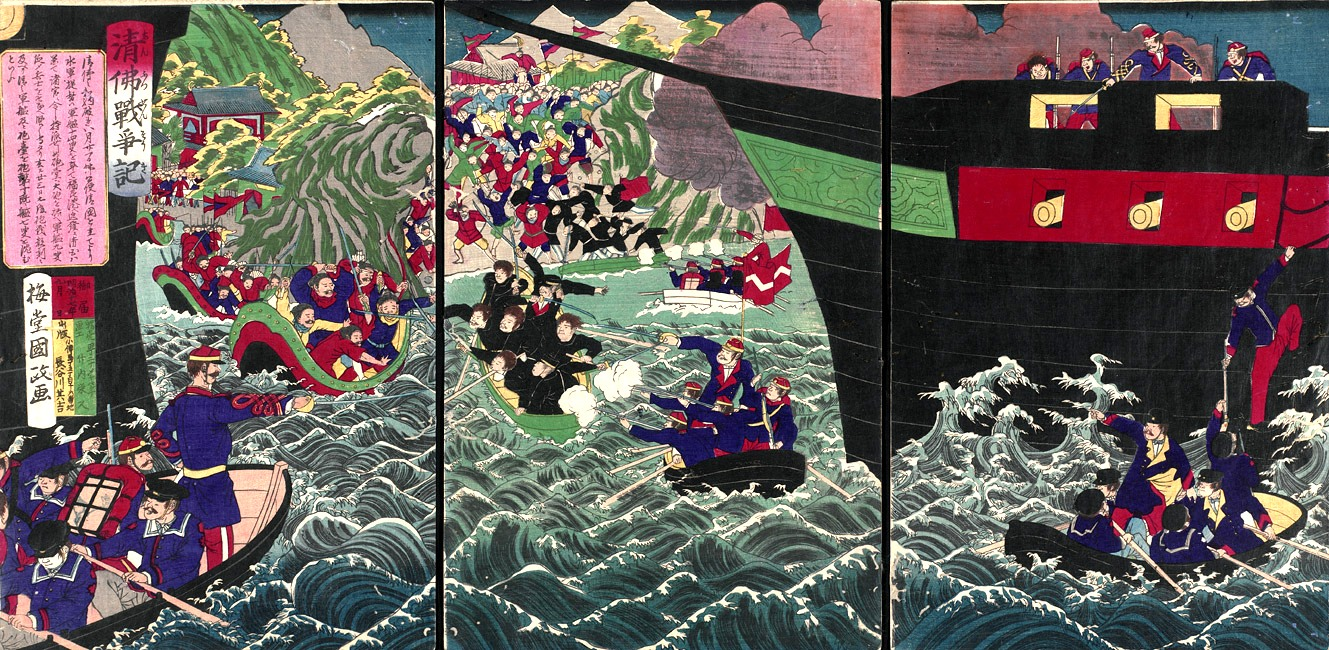
Una rappresentazione dell'artista Utagawa Kunisada III della battaglia di Fuzhou.

Nel corso del conflitto le altre potenze regionali ed internazionali seguivano le vicende belliche allo scopo di trarne benefici per le rispettive politiche estere. In particolare l'impero giapponese aveva ragioni fondate per interessarsi agli sviluppi della contesa; la neo-potenza asiatica infatti nutriva intenzioni di estendere la propria sfera d'influenza sulla Corea e vedeva nel conflitto franco-cinese un'occasione per intaccare il protettorato cinese sul regno di Corea.
La questione coreana, alla quale era interessata anche la Russia, portò al deterioramento dei rapporti tra le tre nazioni, tant'è che il Giappone minacciò di entrare in guerra al fianco della Francia nelle operazioni nella Cina settentrionale e, secondo altre fonti, che anche la Russia potesse allearsi con la potenza europea. Queste minacce furono alla base della ricerca della pace da parte cinese proprio quando gli eserciti del Guangxi e dello Yunnan stavano ottenendo i maggiori successi nel Tonchino e spiegano perché Li Hongzhang rifiutò di inviare la flotta settentrionale del Beiyang a spezzare il blocco navale francese, preferendo mantenere un contingente a nord per far fronte a possibili minacce russe e giapponesi.
La Francia, da parte sua, era pienamente consapevole delle preoccupazioni cinesi nei confronti delle minacce russe e soprattutto giapponesi. Infatti già nel giugno del 1883, dopo la sconfitta francese a Cầu Giấy, i francesi sondarono una possibile alleanza con i giapponesi per compensare la loro precaria posizione militare nel Tonchino. Il ministro degli esteri Challemel-Lacour espresse il proprio favore all'accordo offrendo in cambio, contro gli interessi britannici, la revisione dei trattati ineguali del periodo Bakumatsu, che garantivano vantaggi extra-territoriali e tariffe vantaggiose agli stranieri. Il Giappone era allettato dalla proposta commerciale ma era riluttante a stringere un'alleanza militare, preoccupato dalla potenza militare cinese dell'epoca, almeno sulla carta. Con il peggioramento della situazione nell'Annam, la Francia si fece sempre più impaziente di ottenere un aiuto dal Giappone.

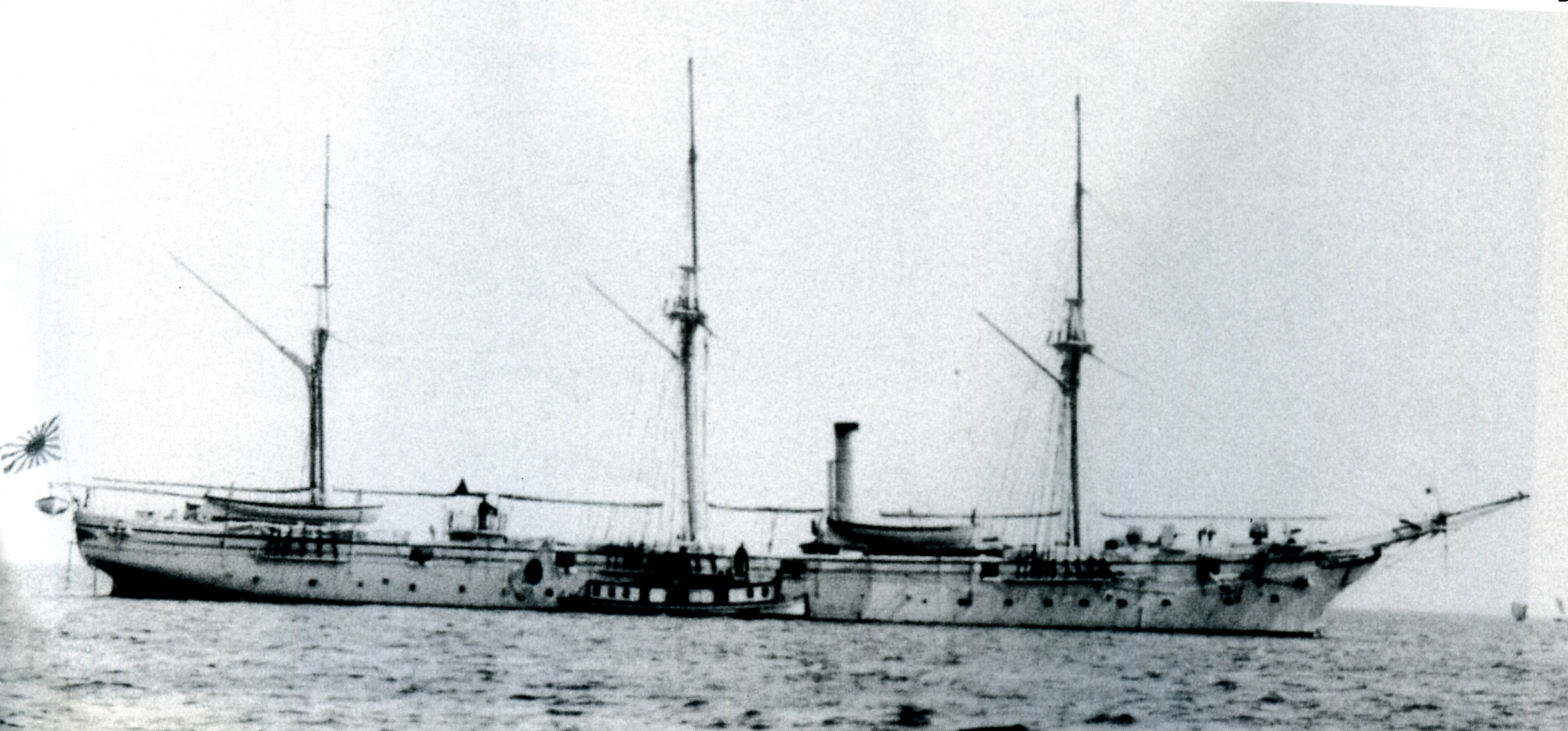
La corvetta giapponese Amagi, sulla quale il comandante giapponese Heihachirō incontrò le truppe francesi durante la campagna di Keelung.

Dopo le difficoltà a Formosa, la Francia tornò a chiedere aiuto ai giapponesi questa volta tramite il ministro della guerra Campenon che incontrò il generale Gorō; questi rimase molto vago circa un possibile intervento del Giappone ma insistette nel chiedere il supporto francese per la revisione dei trattati. Le speranze di un'alleanza furono destate nuovamente nel dicembre 1884 quando il Giappone aveva appoggiato il colpo di stato Gapsin di Kim Ok-gyun contro il governo filo-cinese, portando i due Paesi sull'orlo della guerra. Ferry infatti spronò l'ambasciatore in Giappone 
Sienkiewicz ad approcciare il governo giapponese con un'offerta, ma questi si dimostrò pessimista riguardo alla proposta, tanto da rinunciare al compito assegnatogli. L'interesse francese si fece sempre meno forte man mano che le operazioni nel Tonchino avanzavano; al contrario fu il Giappone a riprendere in considerazione l'ipotesi di un'alleanza quando il governo e l'opinione pubblica ritenevano inevitabile un conflitto aperto con la Cina.
Dal canto suo la corte Qing considerò il Giappone una minaccia più grande di quella francese per i suoi interessi regionali e spinse l'imperatrice madre Cixi a perseguire una pace con la Francia per porre fine alle ostilità e concentrare le forze contro il Giappone. Incontri segreti si erano infatti tenuti a Parigi già a febbraio del 1885 e la caduta del governo Ferry spianò la strada ai trattati di pace, senza che un accordo tra la Francia e il Giappone potesse concretizzarsi.

## Conseguenze

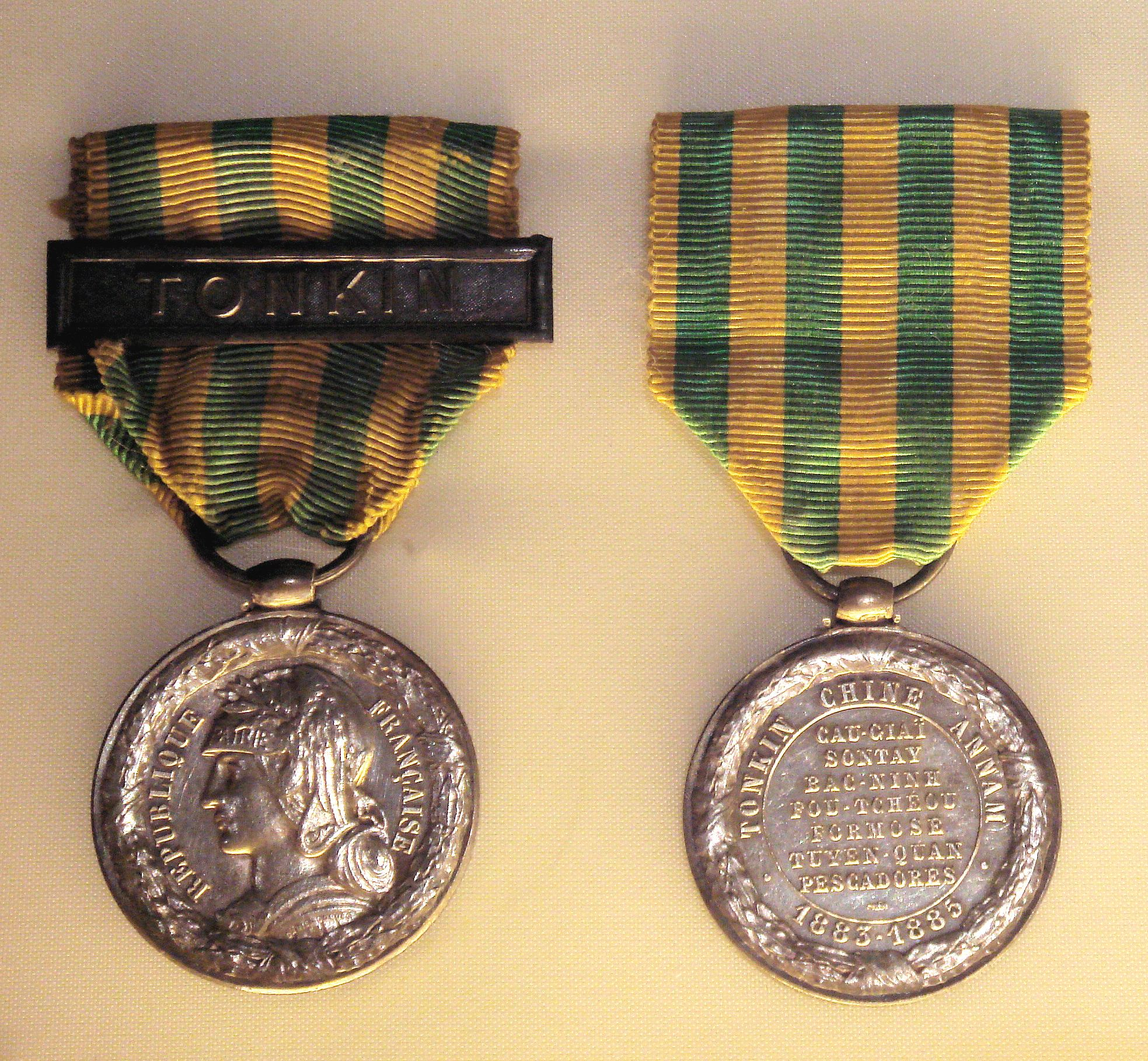
La medaglia commemorativa del Tonchino commemora le battaglie della guerra franco-cinese.

I trattati di Tientsin riconobbero alla Francia la maggior parte delle richieste. Le truppe francesi dovettero lasciare Formosa e le Pescadores ma ebbero praticamente via libera alla riconquista di Lạng Sơn e all'avanzamento fino al fiume Rosso a Lao Cai, sul confine tra lo Yunnan e il Tonchino. Negli anni che seguirono i francesi repressero i movimenti di resistenza vietnamita e consolidarono l'occupazione nel Tonchino e nell'Annam. Nel 1887 la Cocincina, l'Annam, il Tonchino (territori compresi nell'attuale Vietnam) e la Cambogia furono uniti nella colonia dell'Indocina francese; pochi anni dopo, nel 1893, si aggiunse il Laos, ceduto al termine della guerra franco-siamese.
Sul fronte interno, la conclusione insoddisfacente del conflitto ridimensionò l'entusiasmo per le conquiste coloniali. Dopo Ferry, anche il suo successore Henri Brisson dovette rassegnare le dimissioni travolto dall'aspro "dibattito sul Tonchino" del dicembre 1885, nel corso del quale Clemenceau ed altri oppositori della politica espansionistica coloniale contestarono la guerra del Tonchino e per poco ottennero il ritiro delle truppe. Alla fine la Camera dei Deputati votò la fiducia per il mantenimento dei corpi di spedizione del Tonchino con 274 voti favorevoli e 270 contrari. L'eco dell'affare del Tonchino offuscò la reputazione dei fautori dell'espansione coloniale francese in generale, e ritardò la realizzazione di altri progetti coloniali, tra cui la conquista del Madagascar. Il sentimento di avversione all'espansione coloniale nell'opinione pubblica francese durò fino agli anni 1890.
In Cina invece la guerra esaltò i sentimenti xenofobi e accelerò la nascita e il consenso attorno ai movimenti nazionalistici, affrettando allo stesso tempo il declino della dinastia Qing. La perdita della flotta di Fujian il 23 agosto 1884 fu considerata particolarmente umiliante. La strategia cinese si evidenziò le carenze del sistema difensivo del tardo periodo Qing, caratterizzato dalla separazione delle flotte e degli eserciti in raggruppamenti regionali. I comandanti militari del sud non ricevettero alcun aiuto dalle forze settentrionali e l'unico esempio di collaborazione fu una simbolica assistenza da parte della flotta dei mari del sud (Nanyang) a Shanghai. La motivazione addotta fu che queste erano impegnate come deterrente alla penetrazione straniera in Corea; la storiografia tuttavia protende verso altre spiegazioni quali il timore di utilizzare e sacrificare le ultime e costose navi a vapore, appena acquistate dalla Cina, sebbene il loro impiego avrebbe potuto mettere in difficoltà la locale superiorità navale francese. L'imperatrice Cixi e i suoi consiglieri reagirono nell'ottobre 1885 con la creazione della flotta dello Yamen sul modello delle marine militari delle potenze europee. I benefici di questa riforma furono tuttavia vanificati da una vasta corruzione, all'origine di una diffusa incompetenza del comando militare. Il grosso della nuova moderna flotta cinese di navi a vapore fu distrutta o catturata durante la guerra sino-giapponese del 1894–95 e per vari decenni dopo la Cina non contò più come potenza navale di alcuna rilevanza.
Molti storici identificano la causa della vulnerabilità della dinastia Qing nei confronti dell'imperialismo straniero del XIX secolo nella debolezza dell'apparato difensivo navale:
( Edward L. Dreyer, Zheng He, China and the Ocean in the Early Ming Dynasty, 1405-1433, New York, Pearson Education, 2007,  p. 180.)

## Pacificazione del Tonchino

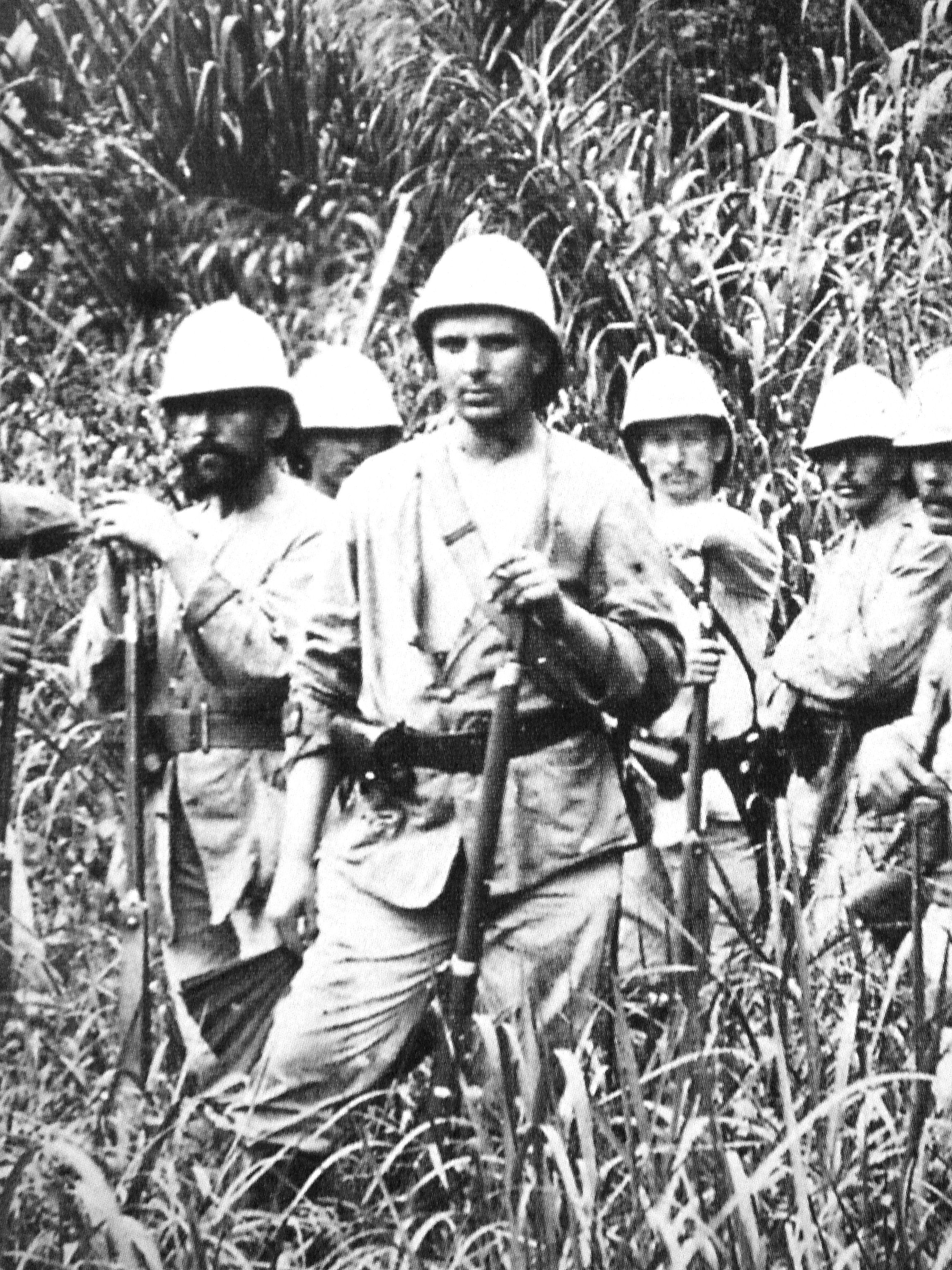
Soldati francesi nel Tonchino attorno al 1890.

Nonostante il ritiro delle truppe cinesi, le bandiere nere di Liu Yongfu continuarono ad attaccare i francesi nel Tonchino anche dopo la fine della guerra franco-cinese. Le armate, definite alla stregua di pirati da parte francese, ricevettero supporto dai cinesi e dai vietnamiti in funzione anti-francese e continuarono gli attacchi per tutti gli anni 1890, impegnando prevalentemente i battaglioni della legione straniera.
I pirati erano raggruppati in bande permanenti di alcune centinaia di elementi, armati di fucili e ben equipaggiati. Normalmente risiedevano nelle zone montuose da cui effettuavano incursioni a sorpresa contro i villaggi, dove uccidevano i residenti e commettevano atrocità nei confronti dei francesi, per poi nascondersi nuovamente nella boscaglia.. La morfologia della regione infatti si prestava a tattiche di guerriglia e gli insorti avevano facilità a nascondersi nel delta pianeggiante del fiume Rosso, ricco di vegetazione e dighe che dividevano le risaie.
La pirateria nel Tonchino fu un fenomeno prevalente nei primi anni del decennio. Numerose postazioni fortificate vennero costruite nel 1893 soprattutto nei passi di frontiera per scoraggiare i fenomeni di contrabbando, le importazioni di armi e i traffici illegali di donne, bambini e bestiame, razziati dai pirati nel Tonchino e trasportati in territorio cinese.
Le tattiche francesi in principio non funzionarono, in quanto si limitavano a perlustrazioni della boscaglia basate su indicazioni imprecise dell'intelligence che davano il tempo al nemico di muoversi per tempo e sfuggire alla caccia. Tuttavia al costo di enormi sforzi i francesi riuscirono ad ottenere dei successi e verso la fine del decennio la regione del delta era pressoché pacificata e le bande di pirati scacciati nel Tonchino settentrionale. Il vero punto di svolta si ebbe tuttavia con Jean Marie Antoine de Lanessan come governatore generale dell'Indocina francese, il quale mise in atto una serie di riforme che permisero ai comandanti militari di contenere e reprimere l'insurrezione. I principali cambiamenti furono il concentramento dei poteri civili e militari nelle mani dei comandanti a capo dei quattro territori in cui fu diviso il Tonchino; la strategia si rivelò vincente grazie alla scelta oculata dei comandanti da parte di de Lanessan stesso. La nuova strategia politico-militare riuscì ad isolare gli insorti, aiutata dalla costruzione di nuove infrastrutture che convinse la popolazione locale a favorire la dominazione francese all'anarchia dei banditi.
In questo modo i francesi riuscirono a ridurre i centri di resistenza. Nel novembre del 1891 il massiccio di Dong Trieu fu messo sotto controllo dopo aver disperso la guerriglia cinese ed ucciso il loro leader Luu Ky. Nel marzo 1892 i francesi sconfissero l'ultima sacca di resistenza nella regione di Yen The. Da allora la pirateria non fu più una minaccia aperta ma si ridusse a pochi casi isolati, come il rapimento di ufficiali francesi o vietnamiti allo scopo di ottenere un riscatto. Nel 1896 si poté effettivamente parlare di un Tonchino pacificato.